# Trang bị Quân đội nhân dân Việt Nam

Phù hiệu được sử dụng trên đại đa số các phương tiện mặt đất có vũ trang của Quân đội nhân dân Việt Nam

Trong Chiến tranh Đông Dương lần thứ nhất (1946–1954), Chiến tranh Việt Nam (1955–1975), Chiến tranh Campuchia – Việt Nam (1977–1989), Chiến tranh biên giới Việt – Trung (1979) và Xung đột Trung – Việt 1979–1991 (1979–1991), Lực lượng Lục quân Nhân dân Việt Nam gần như phụ thuộc hoàn toàn vào hệ trang bị và vũ khí được viện trợ từ Liên Xô. Sau khi Chiến tranh Lạnh kết thúc vào năm 1992, các khoản viện trợ quân sự của Liên Xô chấm dứt, Việt Nam mới bắt đầu mua vũ khí và trang bị từ các nước phương Tây.
Suốt thời kì sau Bao cấp, Việt Nam ưu tiên phát triển và tăng trưởng kinh tế trong khi vẫn duy trì chi tiêu quốc phòng ở mức độ vừa đủ. Chính phủ chưa có ý định nâng cấp hoặc thay đổi lớn vệ hệ thống vũ khí chính quy. Từ cuối những năm 1990, Chính phủ Việt Nam mới bắt dầu công bố mua lại một số hệ thống chiến lược được trang bị vũ khí hiện đại. Theo đó, Việt Nam dần phát triển lực lượng hải quân và không quân để kiểm soát vùng nước nông và vùng đặc quyền kinh tế (EEZ). Hiện nay, hầu hết các chương trình mua sắm quốc phòng đều tập trung ưu tiên bảo vệ biển đảo. Ví dụ, Việt Nam đã mua một số máy bay chiến đấu và tàu chiến có khả năng hoạt động ở vùng biển khơi. Việt Nam cũng có kế hoạch phát triển ngành công nghiệp quốc phòng, ưu tiên cho Hải quân, hợp tác từ các quốc gia theo cộng sản, Ấn Độ, Nhật Bản...
Kể từ năm 2015, Việt Nam bắt đầu tìm cách mua vũ khí của Mỹ và châu Âu trong khi phải đối mặt với nhiều rào cản chính trị, lịch sử và tài chính do không thể tiếp tục phụ thuộc vào vũ khí của Liên Xô và Trung Quốc, đặc biệt là trong tình tình căng thẳng trong tranh chấp Biển Đông.

## Lục quân

### Trang bị cá nhân

#### Quân phục
-

| Ảnh            | Tên                            | Loại                  | Nguồn gốc       | Chú thích |
| Mũ bảo hiểm    | Mũ bảo hiểm                    | Mũ bảo hiểm           | Mũ bảo hiểm     | Mũ bảo hiểm |
| -------------- | ------------------------------ | --------------------- | --------------- | --- |
|                | Mũ bảo hiểm A2                 | Mũ chống đạn          | Việt Nam        | Mũ bảo hiểm tiêu chuẩn Quân đội nhân dân Việt Nam,là một bản sao bằng nhựa cứng của mũ bảo hiểm PASGT. Nó được sử dụng cho huấn luyện và diễn tập chiến đấu. |
|                | Mũ cối                         | Mũ bảo hiểm chiến đấu | Việt Nam        | Được sử dụng đại trà trong quân sự và dân sự, thường được sử dụng bởi lính nghĩa vụ hoặc sử dụng trong quá trình huấn luyện nhẹ. |
|                | SSh-68                         | Mũ bảo hiểm chiến đấu | Liên Xô         | Sử dụng hạn chế. |
|                | SSh-40                         | Mũ bảo hiểm chiến đấu | Liên Xô         | Sử dụng hạn chế. |
|                | Mũ bảo hiểm PASGT              | Mũ bảo hiểm chiến đấu | Việt Nam Hoa Kỳ | Chúng đang dần thay thế những chiếc mũ bảo hiểm cũ trong tất cả các đơn vị của Quân đội. Hầu hết mũ bảo hiểm là phiên bản của mũ bảo hiểm PASGT do Việt Nam sản xuất. Các mẫu trước đó được nhập khẩu từ Israel. |
|                | Mũ bảo hiểm M1                 | Mũ bảo hiểm chiến đấu | Hoa Kỳ          | Thu được số lượng lớn từ Kháng chiến chống Mỹ, được sử dụng hạn chế. |
|                | Mũ tích hợp MICH               | Mũ bảo hiểm chiến dấu | Việt Nam Hoa Kỳ | Do Việt Nam nghiên cứu. Được trang bị cho lực lượng đặc biệt của Quân đội nhân dân Việt Nam, Cảnh sát và lính bộ binh sau này. Sản xuất trong nước tại Nhà máy Z176. |
|                | Mũ bảo hiểm FAST               | Mũ bảo hiểm chiến đấu | Hoa Kỳ          | Được sử dụng bởi Lực lượng Đặc công, cảnh sát và lính bộ binh trong tương lai. |
| Giáp thân      |                                |                       |                 | |
|                | AG17                           | Áo chống đạn          | Việt Nam        | Áo chống đạn nhét tấm trơn không bao gồm các túi mang trang bị, được trang bị cho các cá nhân với chức năng chuyên biệt và thường được mang kèm áo mang trang bị bên ngoài. |
|                | Áo chống đạn K23               | Áo chống đạn          | Việt Nam        | Trang bị tiêu chuẩn cho các đơn vị bộ binh tuyến đầu. Mặt trước mỗi áo mang được 3 băng đạn, 6 viên đạn 40mm của súng phóng lựu và 4 lựu đạn, lưỡi lê và bộ đàm. Mặt sau mỗi áo có hệ thống MOLLE giúp người lính tự tùy chỉnh vị trí mang trang bị gồm bi đông, xẻng... Áo có thể được nhét 4 tấm chống đạn rời gồm 2 tấm cứng và 2 tấm mềm. Sản xuất tại Nhà máy Z176. |
|                | Áo giáp AG K53T                | Áo chống đạn          | Việt Nam        | Được giới thiệu trong triển lãm của International Army Games. |
|                | Áo giáp 7,62 K56               | Áo chống đạn          | Việt Nam        | Được giới thiệu trong triển lãm của International Army Games. |
|                | Áo giáp AG K51T                | Áo chống đạn          | Việt Nam        | Được giới thiệu trong triển lãm của International Army Games. |
|                | Giáp tích hợp uốn cong Marom   | Áo chống đạn          | Israel          | Được sử dụng bởi các lực lượng đặc nhiệm. |
|                | Áo chống mảnh văng             | Áo giáp               | Hoa Kỳ          | Được trang bị hạn chế cho bộ binh và CSCĐ. |
| Mẫu ngụy trang |                                |                       |                 | |
|                | K-07 Woodland                  | Họa tiết ngụy trang   | Việt Nam        | Được thay thế làm mãu ngụy trang tiêu chuẩn cho lực lượng mặt đất, được thay thế bởi K-17 Woodland. Có nhiều biến thể của mẫu ngụy trang Woodland này với sự khác biệt nhỏ về màu sắc. |
|                | K-17 Woodland                  | Họa tiết ngụy trang   | Việt Nam        | Mẫu ngụy trang trước đây dành cho lục quân. Màu sắc tương tự như K-07, cũng có nhiều biến thể cho các binh chủng khác nhau. |
|                | K-17 Đa địa hình               | Họa tiết ngụy trang   | Việt Nam        | Được sử dụng bởi các lực lượng Việt Nam triển khai trong môi trường khô cằn và sa mạc. Dựa trên bảng phối màu Multicam. Được bộ đội Việt Nam sử dụng trong khuôn khổ Sứ mệnh gìn giữ hòa bình của Liên hợp quốc tại Nam Sudan. |
|                | K20, K21                       | Họa tiết ngụy trang   | Việt Nam        | Tiêu chuẩn kể từ năm 2021, mẫu Ngụy trang K20 của Quân đội nhân dân Việt Nam được phát triển dựa trên các mẫu ERDL và K07 hiện có, với màu sắc dịu hơn. Bộ quân phục mới sẽ bao gồm 5 biến thể khác nhau cho từng Quân chủng: Lục quân, Lực lượng Biên phòng, Phòng không Không quân, Hải quân và Cảnh sát biển.                                                         |
|                | Họa tiết Duck Hunter cải tiến  | Mô hình ngụy trang    | Việt Nam        | Được sử dụng bởi Lực lượng Đặc công và Hải quân Việt Nam cũng như Binh chủng Nhảy dù, đạ bị thay thế bởi mẫu K20 |
|                | Bộ đồ ghillie                  | Trang phục ngụy trang | Việt Nam        | Được sử dụng bởi Lính bắn tỉa và Lực lượng Đặc nhiệm, được sản xuất trong nước tại nhà máy Z176. |
|                | Mẫu ngụy trang rừng cây Hoa Kỳ | Mô hình ngụy trang    | Hoa Kỳ          | Sử dụng hạn chế. Thường thấy nhất trên những chiếc áo chống mảnh văng thu được sau Kháng chiến chống Mỹ lẫn cùng với đồng phục K07 hoặc K20 |

#### Thiết bị trinh sát quang điện tử
| Hình ảnh | Mẫu                        | Chủng loại                       | Nguồn gốc      | Chi tiết |
| -------- | -------------------------- | -------------------------------- | -------------- | --- |
|          | Safran Vectronix Vector 21 | Thiết bị trinh sát quang điện tử | Pháp · Thụy Sĩ | Được sử dụng bởi các đơn vị trinh sát pháo binh.                                                                                      |
|          | Safran Vectronix JIM LR    | Thiết bị trinh sát quang điện tử | Pháp · Thụy Sĩ | Được sử dụng bởi các đơn vị trinh sát pháo binh.                                                                                      |
|          | ONDK-01                    | Thiết bị trinh sát quang điện tử | Việt Nam       | Kính ngắm đa kênh với công nghệ ảnh nhiệt, máy đo xa laser...                                                                         |
|          | VEE-B01                    | Thiết bị trinh sát quang điện tử | Việt Nam       | Kính ngắm đa kênh được nghiên cứu và sản xuất bởi Viettel. Được trang bị kênh nhìn ảnh nhiệt, máy đo xa laser cùng cá chức năng khác. |

#### Mặt nạ phòng độc
| Hình ảnh | Mẫu   | Chủng loại       | Nguồn gốc  | Chi tiết |
| -------- | ----- | ---------------- | ---------- | --- |
|          | M40   | Mặt nạ phòng độc | Hoa Kỳ     | [ 14 ] [ 15 ] |
|          | GP-4u | Mặt nạ phòng độc | Liên Xô    | Mặt nạ tiêu chuẩn cũ, đang được dần thay thế bởi MV-5. |
|          | GP-5  | Mặt nạ phòng độc | Liên Xô    | Mặt nạ tiêu chuẩn cũ, đang được dần thay thế bởi MV-5. |
|          | MF-14 | Mặt nạ phòng độc | Trung Quốc | Sử dụng bởi Binh chủng Hóa học. |
|          | MV5   | Mặt nạ phòng độc | Việt Nam   | Sản xuất bởi nhà máy X61, là mặt nạ phòng độc tiêu chuẩn trang bị cho quân đội. Mặt nạ MV-5 đi kèm với một bi đông nước và ống hút riêng giúp người dùng có thể uống nước khi đeo mặt nạ. |

### Vũ khí bộ binh

#### Phụ kiện vũ khí
| Hình ảnh                          | Mẫu                              | Loại                | Biến thể          | Nguồn gốc         | Ghi chú |
| Kính ngắm điểm đỏ                 | Kính ngắm điểm đỏ                | Kính ngắm điểm đỏ   | Kính ngắm điểm đỏ | Kính ngắm điểm đỏ | Kính ngắm điểm đỏ |
| --------------------------------- | -------------------------------- | ------------------- | ----------------- | ----------------- | --- |
|                                   | ITL MARS                         | Kính ngắm điểm đỏ   |                   | Israel            | Được gắn trên Uzi, AKM-1, IWI Tavor. |
|                                   | Meprolight M21                   | Kính ngắm điểm đỏ   |                   | Israel            | Được gắn trên Uzi, AKM-1, Tavor, súng trường STV và Galil ACE. Được sản xuất nội địa ở nhà máy Z199 và được đưa vào trang bị tiêu chuẩn.     |
|                                   | Aimpoint PRO                     | Kính ngắm điểm đỏ   |                   | United States     | Được gắn trên súng trường STV. |
|                                   | Aimpoint CompM4                  | Kính ngắm điểm đỏ   |                   | United States     | Được gắn trên AKM-1,súng trường STV. |
|                                   | KBN-SN                           | Kính ngắm điểm đỏ   |                   | Việt Nam          | Gắn trên SN-19 và SN7N. Sản xuất trong nước tại Vietnam Defense Industry (VDI).                                                              |
|                                   | KBN-M1                           | Kính ngắm điểm đỏ   |                   | Việt Nam          | Gắn trên STV-380. Sản xuất trong nước tại Vietnam Defense Industry (VDI).                                                                    |
|                                   | Advanced Combat Optical Gunsight | Kính ngắm viễn vọng |                   | United States     | Gắn trên Special Operations Assault Rifle, súng trường Tara TM4. Sử dụng hạn chế trong Đội trình diễn bắn súng Quân đội.                     |
| Nòng súng                         |                                  |                     |                   |                   | |
|                                   | CornerShot                       | Phụ kiện vũ khí     |                   | Israel Việt Nam   | Được sử dụng bởi Đặc công Việt Nam và Lực lượng Cảnh sát Cơ động. Có phiên bản nội địa.                                                      |
| SÚng phóng lựu gắn dưới nòng súng |                                  |                     |                   |                   | |
|                                   | OPL-40M                          | Súng phóng lựu      | SPL40             | Việt Nam          | Súng phóng lựu 40mm gắn trên với súng trường STV-380, trang bị tiêu chuẩn.                                                                   |
|                                   | M203                             | Súng phóng lựu      | T-40              | Hoa Kỳ · Việt Nam | Súng phóng lựu 40mm. Thay thế cò súng bằng cần gạt. Gắn trên Galil ACE , STL-1A, M18, M16A2 và TAR-21. Sản xuất trong nước tại nhà máy Z111. |
| Lưỡi lê                           |                                  |                     |                   |                   | |
|                                   | 6Ch4                             | Lưỡi lê             |                   | Liên Xô           | Được gắn trên AK-47 và AKM. |
|                                   | Lưỡi lê M7                       | Lưỡi lê             |                   | Hoa Kỳ            | Được gắn trên súng trường STV. |

#### Súng ngắn
| Hình ảnh | Tên súng          | Phân loại             | Cỡ nòng           | Phiên bản                      | Nguồn gốc                     | Ghi chú |
| -------- | ----------------- | --------------------- | ----------------- | ------------------------------ | ----------------------------- | --- |
|          | Jericho 941       | Súng ngắn bán tự động | 9×19mm Parabellum |                                | Israel Việt Nam               | Sử dụng giới hạn bởi cảnh sát và các đơn vị đặc biệt, sản xuất theo giấy phép của IWI tại nhà máy Z111. |
|          | Glock             | Súng ngắn bán tự động | 9x19 Parabellum   | Glock 19 Glock 34 SN-19 SN19-T | Áo · Việt Nam                 | Sử dụng bởi Binh chủng Đặc công. SN-19 và SN19-T là hai phiên bản sản xuất nội địa. Sản xuất bởi Tổng cục Công nghiệp Quốc phòng tại nhà máy Z111. |
|          | Súng ngắn Makarov | Súng ngắn bán tự động | 9×18mm Makarov    | Type 59 K59 (SN9)              | Liên Xô} Trung Quốc Việt Nam  | Sử dụng bởi công an và sĩ quan quân đội. Sản xuất nội địa với định danh K59 (SN9) bởi Tổng cục Công nghiệp Quốc phòng. |
|          | CZ-82             | Súng ngắn bán tự động | 9×18mm Makarov    |                                | Tiệp Khắc                     | Sử dụng bởi công an và sĩ quan quân đội. |
|          | TT-33             | Súng ngắn bán tự động | 7.62×25mm Tokarev | Type 54/K54K14SN7MSN7TDSN7N    | Việt Nam Liên Xô Trung Quốc · | Súng ngắn tiêu chuẩn (K14NV) được sử dụng cùng với K54. Mẫu súng này được trang bị nòng dài hơn và băng đạn đôi với sức chứa tăng lên đến 13 viên. Được sản xuất nội địa tại Nhà máy Z111. Súng ngắn tiêu chuẩn. Sản xuất nội địa dưới tên K54 (dựa trên Type 54, bản sao từ Trung Quốc của TT-33), hiện đang dần được thay thế bởi mẫu K14 nội địa mới. SN7M, SN7TD, và SN7N đều là các phiên bản hiện đại hóa của dòng súng TT. SN7M là phiên bản nâng cấp cơ bản, SN7TD24 được tích hợp ống giảm thanh, và SN7N được trang bị kính ngắm. Tất cả đều được sản xuất nội địa tại Tổng cục Công nghiệp Quốc phòng(VDI). |

#### Súng trường tấn công
| Hình ảnh | Mẫu súng                         | Loại                 | Cỡ đạn         | Biến thể                        | Nguồn gốc             | Ghi chú |
| -------- | -------------------------------- | -------------------- | -------------- | ------------------------------- | --------------------- | --- |
|          | Súng trường STV                  | Súng trường tấn công | 7.62×39mm      | STV-215 STV-270 STV-380 STV-022 | Việt Nam              | Súng trường tiêu chuẩn. STV-215 là phiên bản carbine của STV-380, có chiều dài nòng 215 mm. Được phát triển và sản xuất tại Nhà máy Z111. Đầu nòng của STV-380 hiện có thể điều chỉnh với nhiều phụ kiện khác nhau. Có thể trang bị kính ngắm chấm đỏ KBN-M1 nội địa. STV-022 là phiên bản carbine không có báng súng, thường được trang bị tay cầm thẳng đứng, có ray picatinny quanh nòng và đèn pin. Sử dụng bởi đơn vị bảo vệ trực thuộc Bộ Tổng tham mưu Quân đội Nhân dân Việt Nam và các đơn vị khác. Cả hai đều được sản xuất nội địa tại Nhà máy Z111. |
|          | Galil ACE                        | Súng trường tấn công | 7.62×39mm      |                                 | Israel · Việt Nam     | Phiên bản sản xuất nội địa có cần lên đạn nằm ở bên phải giống các mẫu AK-47 truyền thống. Đã được thay thế bởi súng trường tiêu chuẩn nội địa STV-215/STV-380. Phần lớn súng có thể đã được chuyển giao cho Lào và hiếm khi được nhìn thấy trong quân đội Việt Nam Sản xuất nội địa tại Nhà máy Z111. |
|          | AKM                              | Súng trường tấn công | 7.62×39mm      | AKMS AKM-1 AKn                  | Liên Xô · Việt Nam    | Các mẫu cũ đang được chuyển đổi thành phiên bản AKM-1/AKn bằng cách cải tiến nhựa hóa. Đã được thay thế bởi STV-215/STV-380. Đại tu nội địa với một số chi tiết mới bằng nhựa tổng hợp. |
|          | Type 56                          | Súng trường tấn công | 7.62×39mm      |                                 | Trung Quốc · Việt Nam | Sử dụng hạn chế. Được cải tiến để trở thành tương đương AKn và đã được thay thế bởi STV-215/STV-380 làm súng trường tiêu chuẩn. |
|          | AK-47                            | Súng trường tấn công | 7.62×39mm      | STL-A1                          | Liên Xô · Việt Nam    | Sử dụng hạn chế. Được cải tiến trong nước thành STL-A1 với báng súng polymer, tay cầm polymer, và ray bên. Sản xuất nội địa tại Nhà máy Z111. |
|          | IWI Tavor TAR-21                 | Súng trường Bullpup  | 5.56×45mm NATO |                                 | Israel ·              | Sử dụng bởi Binh chủng Đặc công, Quân đội nhân dân Việt Nam và Binh chủng Hải quân Đánh bộ. |
|          | M16A1                            | Súng trường tấn công | 5.56×45mm NATO | M16A2 CAR-15                    | Hoa Kỳ · Việt Nam     | M16A1 và XM16E1 được sử dụng bởi Lực lượng Dân quân tại các tỉnh phía Nam. Được nâng cấp và sản xuất nội địa thành M16A2VN dựa trên M16A1 và M18 với báng súng mới và Ray Picatinny. M16A2 được sử dụng bởi Cảnh sát Biển với số lượng nhỏ. Sử dụng bởi Binh chửng Đặc công, và Cảnh sát biển Việt Nam. Được chuyển đổi nội địa thành M18 tại Nhà máy Z111. |
|          | CZ 805 BREN                      | Súng trường tấn công | 5.56×45mm NATO |                                 | Cộng hòa Séc          | Sử dụng trong Đội tuyển Bắn súng Quân đội. |
|          | Special Operations Assault Rifle | Súng trường tấn công | 5.56×45mm NATO |                                 | Hoa Kỳ                | Sử dụng trong Đội tuyển Bắn súng Quân đội. |
|          | FN FNC                           | Súng trường tấn công | 5.56×45mm NATO |                                 | Bỉ                    | Sử dụng trong Đội tuyển Bắn súng Quân đội. |
|          | Tara TM4                         | Súng trường tấn công | 5.56×45mm NATO |                                 | Montenegro            | Sử dụng trong Đội tuyển Bắn súng Quân đội. |

#### Súng tiểu liên
| Hình ảnh | Mẫu súng          | Loại           | Cỡ đạn                             | Biến thể   | Nguồn gốc         | Ghi chú |
| -------- | ----------------- | -------------- | ---------------------------------- | ---------- | ----------------- | --- |
|          | PP-19 Bizon       | Súng tiểu liên | 9×19mm Parabellum7.62×25mm Tokarev | SN9P SN-7P | Nga · Việt Nam    | Phiên bản sản xuất nội địa có báng kiểu Galil, sử dụng cỡ đạn 9×19mm Parabellum. Sản xuất nội địa dưới tên SN9P tại Nhà máy Z111. Súng đã không được phê duyệt sản xuất hàng loạt.   |
|          | Uzi Pro           | Súng tiểu liên | 9×19mm Parabellum                  |            | Israel · Việt Nam | Sử dụng bởi Binh chủng Đặc công. Sản xuất nội địa tại Nhà máy Z111. |
|          | Micro Uzi         | Súng tiểu liên | 9×19mm Parabellum                  | TL-K12     | Israel · Việt Nam | Sử dụng bởi Binh chủng Đặc công. Sản xuất nội địa tại Nhà máy Z111. TL-K12 là phiên bản nội địa, có một số thay đổi nhỏ. Sản xuất nội địa tại Tổng cục Công nghiệp Quốc phòng (VDI). |
|          | CZ Scorpion Evo 3 | Súng tiểu liên | 9×19mm Parabellum                  |            | Cộng hòa Séc      | Sử dụng trong Đội tuyển Bắn súng Quân đội. |

#### Súng bắn tỉa
| Hình ảnh | Mẫu súng     | Loại                            | Cỡ đạn                              | Biến thể   | Nguồn gốc          | Ghi chú |
| -------- | ------------ | ------------------------------- | ----------------------------------- | ---------- | ------------------ | --- |
|          | Mosin Nagant | Súng bắn tỉa                    | 7.62x54mmR                          | M91/30     | Liên Xô            | Biến thể bắn tỉa chuyên dụng của phiên bản M91/30, chất lượng nòng tốt hơn, tay kéo khóa nòng cong gập xuống, dùng kính ngắm PU |
|          | IWI Galatz   | Súng trường bắn tỉa bán tự động | 7.62×51mm NATO                      | SBT-7.62VN | Israel · Việt Nam  | Sử dụng bởi Binh chủng Đặc công . Sản xuất nội địa tại Nhà máy Z111. SBT-7.62VN được thay đổi các chi tiết như tay cầm, báng súng, và các thành phần khác. Thiết kế dựa trên SR-99.                                                        |
|          | Dragunov SVD | Súng trường bắn tỉa bán tự động | 7.62×54mmR                          | SBT-7.62M1 | Liên Xô · Việt Nam | Súng bắn tỉa tiểu chuẩn. Sản xuất nội địa tại Nhà máy Z111. SBT-7.62M1 là phiên bản hiện đại hóa. |
|          | OSV-96       | Súng bắn tỉa công phá           | 12.7×108mm                          | SBT-12M1   | Nga · Việt Nam     | Sử dụng bởi Binh chủng Đặc công. Sản xuất nội địa tại Nhà máy Z111. SBT-12M1 là phiên bản nội địa. |
|          | KSVK         | Súng bắn tỉa công phá           | 12.7×108mm                          | SBT12M1    | Nga · Việt Nam     | Sử dụng bởi Binh chủng Đặc công. Sản xuất nội địa tại Z111 và Z199 với tên SBT12M1 để phù hợp với điều kiện địa phương. Có thể được trang bị kính ngắm N12 sản xuất nội địa với độ phóng đại 10x.                                          |
|          | Orsis Т-5000 | Súng bắn tỉa                    | 7.62×51mm NATO.338LM.308 Winchester | SBT-7.62M2 | Nga · Việt Nam     | Sử dụng bởi Binh chủng Đặc công. SBT-7.62M2 được hiện đại hóa với nhiều ray picatinny trên nòng súng. Có thể sử dụng cỡ đạn 7.62x51mm NATO và .308 Winchester, nhờ sự tương đồng giữa các loại đạn này. Sản xuất nội địa tại Nhà máy Z111. |
|          | WKW Wilk     | Súng bắn tỉa công phá           | .50 BMG                             |            | Ba Lan             | Hơn 50 khẩu đã được mua. |

#### Súng máy
| Hình ảnh | Mẫu súng      | Loại                     | Cỡ đạn                  | Biến thể            | Nguồn gốc          | Ghi chú |
| -------- | ------------- | ------------------------ | ----------------------- | ------------------- | ------------------ | --- |
|          | IMI Negev     | Súng máy hạng nhẹ        | 5.56×45mm NATO7.62×39mm | STrL-5.56 STrL-7.62 | Israel · Việt Nam  | Sản xuất nội địa tại Nhà máy Z111. STrL-5.56 là bản sao nội địa chính xác. Sử dụng tay cầm PKM. Sản xuất nội địa. Phiên bản nội địa được gọi là STrL-7.62, sử dụng cỡ đạn 7.62×39mm. Có báng gập, tay cầm PKM, ray picatinny và nòng có thể thay nhanh. Sản xuất nội địa tại Nhà máy Z111. |
|          | RPD           | Súng máy hạng nhẹ        | 7.62×39mm               | STrL-D              | Liên Xô Việt Nam   | Súng máy tiêu chuẩn, được hiện đại hóa với ray picatinny và ray bên. Sản xuất nội địa tại Nhà máy Z111. |
|          | RPK           | Súng máy hạng nhẹ        | 7.62×39mm               |                     | Liên Xô Việt Nam   | Súng máy tiêu chuẩn. Sản xuất nội địa. |
|          | PKM           | Súng máy đa chức năng    | 7.62×54mmR              | ĐL7N                | Liên Xô · Việt Nam | Súng máy tiêu chuẩn, sản xuất nội địa. |
|          | DShK          | DShK-38DShK 38/46Type 54 | 12.7×108mm              | Súng máy hạng nặng  | Liên Xô            | Trang bị tiêu chuẩn của các tiểu đoàn hỏa lực phòng không thuộc sư đoàn. Được gắn trên xe tăng T-55. Đang bị loại biên dần bởi súng máy NSV sản xuất nội địa. |
|          | NSV           | Súng máy hạng nặng       | 12.7×108mm              |                     | Liên Xô · Việt Nam | Súng máy tiêu chuẩn gắn trên xe tăng. Sản xuất nội địa tại Nhà máy Z111. Đang thay thế DShK. |
|          | Kord          | Súng máy hạng nặng       | 12.7×108mm              | 6P49                | Nga                | Được gắn trên xe tăng T-90. |
|          | KPV           | Súng máy hạng nặng       | 14.5×114mm              |                     | Liên Xô            | |
|          | FN Minimi Mk3 | Súng máy hạng nhẹ        | 5.56×45mm NATO          |                     | Bỉ                 | Sử dụng hạn chế bởi Đội tuyển Bắn súng Quân đội. |
|          | FN MAG        | Súng máy đa chức năng    | 7.62×51mm NATO          |                     | Bỉ                 | Sử dụng hạn chế bởi Đội tuyển Bắn súng Quân đội. |

#### Súng phóng lựu
| Hình ảnh | Mẫu súng   | Loại                   | Cỡ đạn          | Biến thể        | Nguồn gốc          | Ghi chú                                                                                        |
| -------- | ---------- | ---------------------- | --------------- | --------------- | ------------------ | ---------------------------------------------------------------------------------------------- |
|          | AGS-30     | Súng phóng lựu tự động | 30×29mmB        | SPL-30          | Nga · Việt Nam     | Sản xuất nội địa tại Nhà máy Z111 với tên SPL-30. Dung lượng băng đạn 29 viên.                 |
|          | AGS-17     | Súng phóng lựu tự động | 30×29mmB        | SPL-17          | Liên Xô · Việt Nam | Trang bị tiêu chuẩn. Sản xuất nội địa tại Nhà máy Z125 với tên SPL-17.                         |
|          | Milkor MGL | Súng phóng lựu         | Lựu đạn 40×46mm | MGL-VN1 (SPL-6) | Nam Phi · Việt Nam | Sản xuất nội địa với tên MGL-VN1 (SPL-6), SPL40L là tên ngành. Dung lượng băng đạn 6 viên.     |
|          | M79        | Súng phóng lựu         | Lựu đạn 40×46mm | M79-VN          | Hoa Kỳ · Việt Nam  | Trang bị tiêu chuẩn. Sản xuất nội địa tại Nhà máy Z125 với tên M79-VN hoặc SPL40 là tên ngành. |

#### Súng cối
| Hình ảnh | Mẫu súng       | Loại                       | Phiên bản               | Cỡ nòng        | Nguồn gốc | Chi tiết |
| -------- | -------------- | -------------------------- | ----------------------- | -------------- | --------- | --- |
|          | STA-50 (Fly-K) | Súng cối triệt âm hạng nhẹ |                         | Súng cối 50mm  | Việt Nam  | Súng cối triệt âm dựa trên mẫu Fly-K của Bỉ, sản xuất tại nhà máy Z117. Được sử dụng bởi Binh chủng Đặc công. |
|          | Súng cối M2    | Súng cối hạng nhẹ          | M2Type 31Type 63.       | Súng cối 60mm  | Hoa Kỳ    | Được trang bị cho trung đội hỗ trợ hỏa lực thuộc đại đội bộ binh. |
|          | 82-PM-41       | Súng cối                   | 82-PM-41Type 67 Type 53 | Súng cối 82mm  | Liên Xô   | |
|          | SC100TX        | Súng cối                   |                         | Súng cối 100mm | Việt Nam  | Súng cối tiêu chuẩn được trang bị cho tiểu đoàn cối 100mm của sư đoàn bộ binh. Được sản xuất bởi nhà máy Z125 dựa trên súng cối Type 71 của Trung Quốc do trọng lượng nhẹ, có thể vận chuẩn bằng sức người hoặc phương tiện cơ giới. Có thể chia thành 3 phần gồm đế, nóng súng và chân súng, mỗi phần khoảng 20kg, vận hành bởi khẩu đội 4 đến 5 người. |

#### Súng phóng lựu chống tăng/Tên lửa điều khiển chống tăng
| Hình ảnh                         | Mẫu                          | Loại                              | Cỡ đạn                    | Biến thể                    | Nguồn gốc                 | Ghi chú |
| Súng phóng lựu chống tăng        | Súng phóng lựu chống tăng    | Súng phóng lựu chống tăng         | Súng phóng lựu chống tăng | Súng phóng lựu chống tăng   | Súng phóng lựu chống tăng | Súng phóng lựu chống tăng |
| -------------------------------- | ---------------------------- | --------------------------------- | ------------------------- | --------------------------- | ------------------------- | --- |
|                                  | RPG-7V                       | Súng phóng lựu chống tăng         | 40 mm HEAT                | RPG7V-VN (SCT-7) SCT-7X     | Liên Xô · Việt Nam        | Vũ khí chống tăng tiêu chuẩn cấp tiểu đội, mỗi tiểu đội gồm 2 xạ thủ được trang bị hai súng và 16 đạn rocket, tiêu chuẩn đi kèm với kính ngắm PGO-7. Sản xuất nội địa dưới tên RPG7V-VN hoặc SCT-7. Có thể trang bị kính ngắm ngày đêm KNND-SCT7 sản xuất trong nước. |
|                                  | M72 LAW                      | Súng phóng lựu chống tăng         | 66 mm HEAT                |                             | Hoa Kỳ                    | Được hoán cải để bắn đạn cháy. Sử dụng bởi lực lượng phòng hóa. |
|                                  | RPO-A Shmel                  | Tên lửa nhiệt áp vác vai          | 93 mm FAE                 |                             | Nga · Việt Nam            | Sử dụng bởi lực lượng phòng hóa. Ống phóng được sản xuất nội địa tại Nhà máy Z117. |
|                                  | RPG-29                       | Súng phóng lựu chống tăng         | 105 mm HEAT               | SCT-29                      | Liên Xô · Việt Nam        | Vũ khí chống tăng tiêu chuẩn trang bị cho trung đội hỏa lực. Sản xuất nội địa dưới tên SCT-29 tại Nhà máy Z117 và Z125. Còn được biết đến với tên SCT-105 hoặc SCT-105M1. Bệ phóng có thể trang bị kính ngắm ngày KNN-SCT105M1 sản xuất trong nước.                   |
|                                  | RPG-30                       | Súng phóng lựu chống tăng         | 105 mm HEAT               |                             | Nga · Việt Nam            | Sản xuất nội địa tại Nhà máy Z117. |
| Tên lửa chống tăng có điều khiển |                              |                                   |                           |                             |                           | |
|                                  | 9K111 Fagot (AT-4 Spigot)    | Tên lửa dẫn đường bằng dây SACLOS | 120 mm HEAT               |                             | Liên Xô · Việt Nam        | Sản xuất trong nước bệ phóng nâng cấp 9P135. Bệ phóng bao gồm kính ngắm ngày/đêm, máy đo khoảng cách laser, điều khiển từ xa, v.v. |
|                                  | 9M14 Malyutka (AT-3 Sagger)  | Tên lửa dẫn đường bằng dây SACLOS | 125 mm HEAT               | 9M14P1-2F 9M14P1-2T CTVN-18 | Liên Xô · Việt Nam        | Sản xuất nội địa theo giấy phép từ phiên bản của Serbia, được cải tiến hệ thống dẫn đường. Phiên bản nội địa được gọi là CTVN-18. CTVN-18 có khả năng xuyên giáp từ 750-800 mm RHA. Không mạnh bằng 9M14P1-2T, với khả năng xuyên giáp 1.000 mm RHA.                  |
|                                  | 9M113 Konkurs (AT-5 Spandre) | Tên lửa dẫn đường bằng dây SACLOS | 135 mm HEAT               |                             | Liên Xô · Việt Nam        | Bệ phóng nâng cấp 9P135M cũng được sử dụng cho 9M133 Konkurs. Trung tâm Công nghệ Cơ khí Chính xác đang gợi ý khả năng phát triển các bộ phận quan trọng cho thế hệ tên lửa chống tăng mới.                                                                           |

| Hình ảnh        | Mẫu súng        | Loại                       | Cỡ đạn          | Biến thể        | Nguồn gốc          | Ghi chú |
| Súng không giật | Súng không giật | Súng không giật            | Súng không giật | Súng không giật | Súng không giật    | Súng không giật |
| --------------- | --------------- | -------------------------- | --------------- | --------------- | ------------------ | --- |
|                 | SPG-9           | Súng không giật chống tăng | 73 mm HEAT      | SPG-9-T2        | Liên Xô · Việt Nam | Được trang bị cho trung đội hỏa lực thuộc đại đội bộ binh. Sản xuất nội địa với tên SPG-9-T2 tại Nhà máy Z125 .                                                         |
|                 | B-10            | Súng không giật chống tăng | 82 mm HEAT      | B10VN           | Liên Xô · Việt Nam | Được trang bị cho trung đội hỏa lực thuộc đại đội bộ binh. Sản xuất nội địa với tên DKZ82-B10 VN hoặc viết tắt là B10VN. Thiết kế tương tự như súng không giật Type 65. |

| Khác | Khác   | Khác    | Khác          |
| ---- | ------ | ------- | ------------- |
|      | MP-133 | Liên Xô | Súng shotgun  |
|      | KS-23  | Liên Xô | Súng shotgun  |
|      | LPO-50 | Liên Xô | Súng phun lửa |

#### Vũ khí dự bị hoặc đã bị loại bỏ
- Liên Xô Nagant M1895 Súng lục ổ xoay
- Sg 43 súng máy
- Đế quốc Nhật Bản Shiki 26 Súng lục ổ xoay
- Anh Quốc Webley MK2 súng lục ổ xoay
- Đế quốc Nhật Bản Nambu Shiki 14 Súng lục bán tự động
- Đế quốc Nhật Bản Type 100 Súng tiểu liên
- Pháp MAT-49 Súng tiểu liên
- Đế quốc Nhật Bản Arisaka kiểu 99 Súng trường chiến đấu
- Đế quốc Nhật Bản Arisaka kiểu 38 Súng trường chiến đấu
- Pháp MAS-36 Súng trường chiến đấu
- Pháp MAS-49 Súng trường
- Hoa Kỳ Browning M1917 Súng máy hạng nặng 7.62 mm
- Đế quốc Nhật Bản Shiki 11 (LMG) Súng máy cá nhân 6,5 mm
- Đế quốc Nhật Bản Shiki 99 (LMG) Súng máy cá nhân 7,7 mm
- Pháp FM 24/29, súng máy cá nhân 7,5 mm
- Anh Quốc Bren Súng máy cá nhân 7,62 mm
- Đức Quốc Xã MG-34 Súng máy cá nhân 7,92 mm
- Đức Quốc Xã MG-42 Súng máy đa năng hạng nhẹ 7,92 mm
- Đức Quốc Xã Walther PP Súng ngắn bán tự động
- Germany StG 44 Súng trường tấn công

### Binh chủng tăng thiết giáp

#### Trang bị hiện tại
Lực lượng xe tăng chủ lực của Việt Nam bao gồm xe tăng T-90S/SK và các biến thể xe tăng T-54/-55
| Ảnh                     | Xe                     | Nguồn gốc  | Loại                         | Phiên bản | Số lượng hoạt động   | Chú thích |
| Xe tăng                 | Xe tăng                | Xe tăng    | Xe tăng                      | Xe tăng | Xe tăng              | Xe tăng |
| ----------------------- | ---------------------- | ---------- | ---------------------------- | --- | -------------------- | --- |
|                         | T-90                   | Nga        | Xe tăng chiến đấu chủ lực    | T-90S T-90SK | 64                   | 62 T-90S và 2 T-90SK 2 tiểu đoàn T-90 thuộc lữ đoàn 201. |
|                         | T-62                   | Liên Xô    | Xe tăng chiến đấu chủ lực    | T-62(Obr.1960) | 70                   | 1 tiểu đoàn T-62 thuộc lữ đoàn 201 |
| không khung             | T-54/55                | Liên Xô    | Xe tăng chiến đấu chủ lực    | T-54-1 (Ob'yekt 137), T-54-2 (Ob'yekt 137R), T-54-3 (Ob'yekt 137Sh), T-54A (Ob'yekt 137G), T-54B (Ob'yekt 137G2), T-55 (Ob'yekt 155), T-55A (Ob'yekt 155A), T-54M (Ob'yekt 137M), T-54M3 T-54B Cải Tiến | 850                  | 100 xe T-54B được hiện đại hóa trong giai đoạn 1 bởi nhà máy Z153, gói nâng cấp gồm hệ thống điều khiển hỏa lực, tăng cường giáp phản ứng nổ và nâng cấp thiết bị điện tử cho xe. Số xe này được trang bị cho 3 tiểu đoàn tăng thiết giáp. T-54B sẽ được tiếp tục nâng cấp bởi Viettel trong giai đoạn 2 |
|                         | Type-59                | Trung Quốc | Xe tăng chiến đấu chủ lực    | Type-59 Type-59-I | 350                  | |
|                         | T-34                   | Liên Xô    | Xe tăng hạng trung           | T-34-85 | 50                   | Chủ yếu dùng để huấn luyện và phòng thủ ở các đảo |
|                         | PT-76                  | Liên Xô    | Xe tăng lội nước             | PT-76A PT-76B | ~300                 | |
|                         | Type-63                | Trung Quốc | Xe tăng lội nước             | Type-63 | 150                  | Được sử dụng bởi Hải quân đánh bộ Việt Nam |
| Xe chiến đấu bộ binh    |                        |            |                              | |                      | |
|                         | BMP-1                  | Liên Xô    | Xe chiến đấu bộ binh         | BMP-1 | khoảng 200           | Chế tạo phiên bản nội địa dựa trên BMP-1 là XCB-01 |
|                         | BMP-2                  | Liên Xô    | Xe chiến đấu bộ binh         | BMP-2 | ~30                  | Nhận viện trợ từ Liên Xô giai đoạn 1982-1984 |
|                         | XCB-01                 | Việt Nam   | Xe chiến đấu bộ binh         | XCB-01 | 18+                  | Bắt đầu sản xuất từ năm 2024 Loạt sản xuất 0 đã được hoàn thành |
| Xe thiết giáp chở quân  |                        |            |                              | |                      | |
|                         | BTR-40                 | Liên Xô    | Xe thiết giáp chở quân       | BTR-40 | Không rõ số lượng    | Đã loại biên |
|                         | BTR-50                 | Liên Xô    | Xe thiết giáp chở quân       | BTR-50PK (Ob'yekt 750K) | ~200                 | hoạt động hạn chế với số lượng khá ít |
|                         | BTR-60                 | Liên Xô    | Xe thiết giáp chở quân       | BTR-60PB | 500                  | |
|                         | BTR-152                | Liên Xô    | Xe thiết giáp chở quân       | BTR-152 Type 56: Phiên bản BTR-152 của Trung Quốc. | 400 160 xe Type 56.  | Một số chiếc được chuyển thành xe cứu thương bọc thép để hỗ trợ bệnh viện dã chiến ở Bentiu, Nam Sudan , trong khuôn khổ sứ mệnh gìn giữ hòa bình của Liên hợp quốc tại Nam Sudan. |
|                         | M-113                  | Hoa Kỳ     | Xe thiết giáp chở quân       | M-113A1 M-132A1 Zippo | >200                 | Thu được 1.635 chiếc M113A1 (Đã qua sử dụng) sau năm 1975. Được trang bị trong một số đơn vị bộ binh cơ giới |
|                         | Type 63                | Trung Quốc | Xe thiết giáp chở quân       | Type 63-2 | 80                   | |
| Xe thiết giáp trinh sát |                        |            |                              | |                      | |
|                         | XTC-02                 | Việt Nam   | Xe thiết giáp trinh sát      | XTC-02 | ( +9)                | Phiên bản sản xuất loạt 0 xuất hiện vào lễ niệm A-80 |
|                         | BRDM-2                 | Liên Xô    | Xe thiết giáp trinh sát      | BRDM-2 | 150                  | |
|                         | Cadillac Gage Commando | Hoa Kỳ     | Xe thiết giáp trinh sát      | Cadillac Gage V-100 Commando, V-150. | khoảng 150-200 chiếc | Chiến lợi phẩm sau năm 1975. Được nâng cấp, thay thế vũ khí Mỹ bằng vũ khí Nga tại nhà máy Z751.Hiện tại hoạt động chủ yếu ở các quân khu phía Nam và số lượng ít bởi Cảnh sát |
| Pháo tự hành chống tăng |                        |            |                              | |                      | |
|                         | SU-100                 | Liên Xô    | Pháo tự hành chống tăng      | SU-100 | 100                  | Chủ yếu để huấn luyện và phòng thủ ở các đảo |
| Xe cứu kéo- Xe đầu kéo  |                        |            |                              | |                      | |
|                         | M578                   | Hoa Kỳ     | Xe cứu kéo bọc thép hạng nhẹ | M578 | Không rõ số lượng    | Hoạt động số lượng ít bởi lực lượng công binh. |
|                         | BTS-4                  | Liên Xô    | Xe cứu kéo bọc thép          | BTS-4 | Không rõ             | Hỗ trợ xe tăng T-54/55, T-62. |
|                         | BREM-1M                | Nga        | Xe cứu kéo bọc thép          | BREM-1M | 2                    | Hỗ trợ xe tăng T-90, được mua kèm với hợp đồng T-90. |
|                         | MAZ-537                | Liên Xô    | Xe đầu kéo hạng nặng         | MAZ-537 | Không rõ             | Chuyên chở xe tăng T-54/55, T-62. |
|                         | KZKT                   | Nga        | Xe đầu kéo hạng nặng         | KZKT-7428 Rusich | Không rõ             | Chuyên chở xe tăng T-90. |

#### Trang bị trong quá khứ
| Ảnh         | Xe          | Nguồn gốc | Loại              | Phiên bản       | Chú thích                                                                                           |
| ----------- | ----------- | --------- | ----------------- | --------------- | --------------------------------------------------------------------------------------------------- |
|             | M5 Stuart   | Hoa Kỳ    | Xe tăng hạng nhẹ  | M8A1            | phiên bản xe pháo tự hành 75mm dựa trên khung gầm xe tăng M5A1                                      |
|             | M24 Chaffee | Hoa Kỳ    | Xe tăng hạng nhẹ  | M24 Chaffee     | 3 chiếc thu giữ trong chiến dịch Điện Biên Phủ,sau đó được sửa chữa và tham gia duyệt binh năm 1955 |
| không khung | IS-2        | Liên Xô   | Xe tăng hạng nặng | IS-2 model 1944 | Có thể chỉ được Liên Xô đem số lượng ít thử nghiệm tại Việt Nam trong thời gian ngắn                |

### Binh chủng pháo binh

#### Pháo xe kéo
| Image       | Model  | Type                   | Variant                 | Quantity       | Origin                                                          | Details |
| ----------- | ------ | ---------------------- | ----------------------- | -------------- | --------------------------------------------------------------- | --- |
|             | ZiS-3  | Pháo dã chiến 76 mm    |                         | Không xác định | Liên Xô                                                         | Chủ yếu được dùng bởi các đơn vị phòng thủ bờ biển. |
|             | BS-3   | Pháo chống tăng 100 mm |                         | 250            | Liên Xô                                                         | [ 82 ] [ 83 ] [ 84 ] |
|             | T-12   | Pháo chống tăng 100 mm |                         | Không xác định | Liên Xô                                                         | [ 82 ] |
|             | MT-12  | Pháo chống tăng 100 mm |                         | Không xác định | Liên Xô                                                         | [ 85 ] |
|             | D-44   | Pháo dã chiến 85 mm    | D-44PTH85D44-VN18       | 2,300          | Liên Xô Việt Nam · (bảo dưỡng, thay thế các bộ phận)            | Chủ yếu sử dụng để hỗ trợ hỏa lực cho các đơn vị bộ binh. |
|             | M101   | Lựu pháo 105 mm        | M101M2A1PTH-105         | 2,300          | Hoa Kỳ · Việt Nam · (bảo dưỡng, thay thế các bộ phận)           | Đã được hiện đại hóa, một số đơn vị được trang bị phiên bản tự hành cải tiến là PTH-105, được dùng trong các hoạt động nghi lễ cấp nhà nước.                          |
|             | D-74   | Pháo dã chiến 122 mm   | D-74Type 60             | 2,300          | Liên Xô                                                         | |
|             | D-30   | Lựu pháo 122 mm        |                         | 2,300          | Liên Xô                                                         | |
|             | M-46   | Pháo dã chiến 130 mm   | M-47Type 59PTH130-K225B | 2,300          | Liên Xô Trung Quốc Việt Nam · (bảo dưỡng, thay thế các bộ phận) | Là loại lựu pháo chủ lực của quân đội, hiện đang được nghiên cứu để hiện đại hóa và cơ giới hóa. Đã sản xuất thành công đạn tăng tầm cho tầm bắn tối đa lên đến 40km. |
|             | D-20   | Lựu pháo 152 mm        | D-20Type 66             |                | Liên Xô Trung Quốc Việt Nam · (bảo dưỡng, thay thế các bộ phận) | [ 86 ] |
| Xe kéo pháo |        |                        |                         |                |                                                                 | |
|             | MT-LB  | Xe trinh sát pháo binh |                         | Không xác định | Liên Xô                                                         | Được sử dụng bởi đơn vị pháo binh chuẩn bị cho Hội thao Quân sự Quốc tế năm 2020.                                                                                     |
|             | AT-L   | Xe kéo pháo bánh xích  |                         |                | Liên Xô                                                         | [ 87 ] |
|             | ATS-59 | Xe kéo pháo bánh xích  | ATS-59ATS-59G           |                | Liên Xô                                                         | [ 87 ] [ 88 ] [ 89 ] |
|             | M548   | Xe kéo pháo bánh xích. |                         |                | Hoa Kỳ                                                          | [ 90 ] |

#### Pháo phản lực
| Ảnh | Chủng loại | Loại                          | Số lượng hoạt động | Nguồn gốc          | Chú thích |  |
|     | BM-14      | Pháo phản lực 140 mm 16 ống   | 400                | Liên Xô            | Được đưa vào sử dụng trong Kháng chiến chống Mỹ từ năm 1967. Hiện tại được trang bị cho các đơn vị pháo binh tuyến sau.                                           |  |
|     | BM-21      | Pháo phản lực 122 mm 40 ống   | 350                | Liên Xô            | Được hiện đại hóa với hệ thống ngắm bắn tự động, nghiên cứu và sản xuất đạn tăng tầm, cho tầm bắn lên đến 40km. Có hoàn toàn khả năng để tự sản suất các bản sao. |  |
|     | Type 63    | Pháo phản lực 106,7 mm 12 ống | 306                | Liên Xô Trung Quốc | |  |

#### Pháo tự hành
| Ảnh          | Xe           | Loại         | Phiên bản    | Số lượng     | Nguồn gốc    | Chú thích                                                             |
| Pháo tự hành | Pháo tự hành | Pháo tự hành | Pháo tự hành | Pháo tự hành | Pháo tự hành | Pháo tự hành                                                          |
| ------------ | ------------ | ------------ | ------------ | ------------ | ------------ | --------------------------------------------------------------------- |
|              | 2S1 Gvozdika | Pháo tự hành | 2S1 Gvozdika | 150          | Liên Xô      | [ 94 ]                                                                |
|              | 2S3 Akatsiya | Pháo tự hành | 2S3 Akatsiya | 30           | Liên Xô      | [ 96 ]                                                                |
|              | M106         | Cối tự hành  |              | Không rõ     | Hoa Kỳ       | Được thay súng cối nguyên bản bằng súng cối SC100TX sản xuất nội địa. |

#### Tên lửa đạn đạo chiến thuật
| Ảnh | Chủng loại | Loại                        | Phiên bản                      | Số lượng | Nguồn gốc | Chú thích |
| --- | ---------- | --------------------------- | ------------------------------ | -------- | --------- | --- |
|     | SS-1 Scud  | Tên lửa đạn đạo chiến thuật | Scud CScud DHwasong-5Hwasong-6 | 24       | Liên Xô   | Hơn 100 tên lửa Hwasong-6 với mốt số lượng không xác định tên lửa Scud. Tất cả tên lửa đã được nâng cấp nội địa nhằm tăng tầm bắn cũng như tăng độ chính xác. |

### Binh chủng công binh
| Hình ảnh | Phương tiện    | Chủng loại                     | Số lượng   | Nguồn gốc    | Chi tiết                                                                  |
| -------- | -------------- | ------------------------------ | ---------- | ------------ | ------------------------------------------------------------------------- |
|          | TMM-3M         | Cầu cơ giới tự hành hạng nặng  |            | Nga          |                                                                           |
|          | AM-50S         | Cầu cơ giới tự hành hạng nặng  |            | Cộng hòa Séc |                                                                           |
|          | MS-20 Daglezja | Cầu cơ giới tự hành hạng nặng  | 4 hệ thống | Ba Lan       |                                                                           |
|          | IMR-2          | Xe kỹ thuật công binh bọc thép | 2          | Liên Xô      | Dựa trên khung gầm xe tăng T-72.                                          |
|          | EOV-4421       | Máy xúc                        |            | Liên Xô      |                                                                           |
|          | PZM-2          | Máy đào hào                    |            | Liên Xô      |                                                                           |
|          | TMK-2          | Máy đào hào                    |            | Liên Xô      |                                                                           |
|          | PTS-M          | Phương tiện lội nước           |            | Liên Xô      | [ 103 ]                                                                   |
|          | GSP-55         | Phà tự hành                    | ≥3         | Liên Xô      | Có ít nhất 3 hệ thống được vận hành bởi Lữ đoàn Công binh 575.            |
|          | PMP            | Cầu phao di động               | ≥3         | Liên Xô      | Có ít nhất 3 bộ cầu phao hiện đang trong biên chế.                        |
|          | VSN-1500       | Ca nô máy                      |            | Việt Nam     | Trang bị cho các đơn vị công binh như một phương tiện vượt sông hạng nhẹ. |
|          | BMK-T          | Ca nô máy                      |            | Liên Xô      | Trang bị cho các đơn vị công binh vượt sông.                              |
|          | BMK-150        | Ca nô máy                      |            | Liên Xô      | Trang bị cho các đơn vị công binh vượt sông.                              |
|          | BMK-130        | Ca nô máy                      |            | Liên Xô      | Trang bị cho các đơn vị công binh vượt sông.                              |

### Binh chủng hóa học
| Image | Model              | Type                                   | Origin       | Details |
| ----- | ------------------ | -------------------------------------- | ------------ | --- |
|       | Inspector-1000     | Máy đo liều bức xạ                     | Hoa Kỳ       | [ 110 ] |
|       | Bruker RAID-M100   | Máy dò tác nhân hóa học di động        | Hoa Kỳ       | [ 111 ] |
|       | Bruker RAID-XP     | Máy dò tác nhân hóa học di động        | Hoa Kỳ       | [ 111 ] |
|       | Inficon Hapsite ER | Thiết bị sắc ký khí – khối phổ di động | Hoa Kỳ       | [ 110 ] |
|       | RBH-18             | Robot trinh sát hóa học                | Việt Nam     | [ 112 ] |
|       | SKID V-025 STEAM   | Hệ thống tiêu tẩy chất độc             | Ý            | [ 113 ] |
|       | ARS-14             | Xe tiêu tẩy                            | Liên Xô      | [ 111 ] |
|       | ARS-15             | Xe tiêu tẩy                            | Liên Xô      | [ 114 ] |
|       | TMVA DECON-17 EX   | Xe tiêu tẩy                            | Cộng hòa Séc | |
|       | UAZ-469RH          | Phương tiện trinh sát sinh hóa xạ      | Liên Xô      | Phiên bản chỉnh sửa của UAZ-469 nhằm tăng cường sức kháng cự dưới các tác nhân sinh hóa xạ. |
|       | BRDM-2RKh          | Phương tiện trinh sát sinh hóa xạ      | Liên Xô      | Phiên bản chỉnh sửa của BRDM-2 hằm tăng cường sức kháng cự dưới các tác nhân sinh hóa xạ. Xe trinh sát phát hiện hóa – phóng xạ với bộ phân tán KZO-2, máy dò khí GSA-12, liều kế DP-5V, máy đếm Geiger DP-3B, hệ thống tẩy độc DK-4K, và thiết bị phát hiện PPKhR/VPKhR. |

### Phương tiện hậu cần
| Hỉnh ảnh       | Mãu xe         | Phân loại      | Số lượng       | Nguồn gốc      | Chi tiết |
| Xe tải quân sự | Xe tải quân sự | Xe tải quân sự | Xe tải quân sự | Xe tải quân sự | Xe tải quân sự |
| -------------- | -------------- | -------------- | -------------- | -------------- | --- |
|                | KamAZ-43118    | Xe tải quân sự |                | Nga · Việt Nam | Lắp ráp nội địa nhắm thay thế các xe tải Ural đã cũ. |
|                | KamAZ-65224    | Xe tải quân sự |                | Nga · Việt Nam | Lắp ráp nội địa nhằm dần thay thế các xe tải Ural cũ |
|                | KamAZ-43253    | Xe tải quân sự |                | Nga · Việt Nam | Lắp ráp nội địa nhằm dần thay thế các xe tải Ural cũ |
|                | KamAZ-5350     | Xe tải quân sự |                | Nga · Việt Nam | Được dùng làm khung gầm cho các vũ khí hạng nặng và xe vận tải hạng nặng.                                                                                       |
|                | KamAZ-6560     | Xe tải quân sự |                | Nga · Việt Nam | Được dùng làm khung gầm cho các vũ khí hạng nặng và xe vận tải hạng nặng.                                                                                       |
|                | KamAZ-4350     | Xe tải quân sự |                | Nga            | |
|                | KamAZ-4326     | Xe tải quân sự |                | Russia         | |
|                | en;Ural-375    | Xe tải quân sự |                | Liên Xô        | |
|                | en:Ural-4320   | Xe tải quân sự |                | Liên Xô        | |
|                | ZIL-130        | Xe tải quân sự |                | Liên Xô        | |
|                | ZIL-131        | Xe tải quân sự |                | Liên Xô        | |
|                | ZIL-157        | Xe tải quân sự |                | Liên Xô        | |
|                | GAZ-66         | Xe tải quân sự |                | Liên Xô        | |
|                | KrAZ-255       | Xe tải quân sự |                | Liên Xô        | Sử dụng để chuyên chờ cầu phao và kéo pháo. |
|                | KrAZ-6322      | Xe tải quân sự |                | Ukraina        | Sử dụng để chuyên chờ cầu phao và kéo pháo. |
|                | GAZ-3308 Sadko | Xe tải quân sự |                | Nga            | Được sử dụng như xe tải hạng nhẹ, đặc biệt thường được dùng bởi Binh chủng Thông tin Liên lạc làm khung gầm các xe thông tin và các hệ thống tác chiến điện tử. |
|                | Tatra 815-7    | Xe tải quân sự |                | Séc            | Phiên bản 4×4 sử dụng bởi Binh chủng Hóa học; phiên bản 8×8 sử dụng bởi Binh chủng Công binh như khung gầm của cầu cơ giới tự hành AM-50S                       |
|                | MAZ-6317       | Xe tải quân sự |                | Belarus        | Sử dụng chủ yếu để kéo pháo bởi các đơn vị pháo binh. |
|                | Isuzu F-Series | Xe tải quân sự |                | Nhật Bản       | |
|                | Hyundai HD170  | Xe tải quân sự |                | Hàn Quốc       | |
|                | MAN HX58       | Xe tải quân sự |                | Đức            | Sử dụng làm khung gầm cho hệ thống tên lửa phòng không SPYDER.                                                                                                  |
|                | Renault ME160  | Xe tải quân sự |                | Pháp           | Sử dụng bởi tiểu đoàn 410, Lữ đoàn Vận tải 683. |

## Phòng Không – Không Quân

### Binh chủng Ra đa

#### Radar cảnh giới

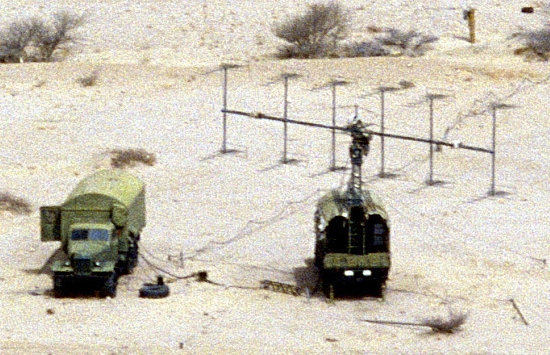
Radar P-12
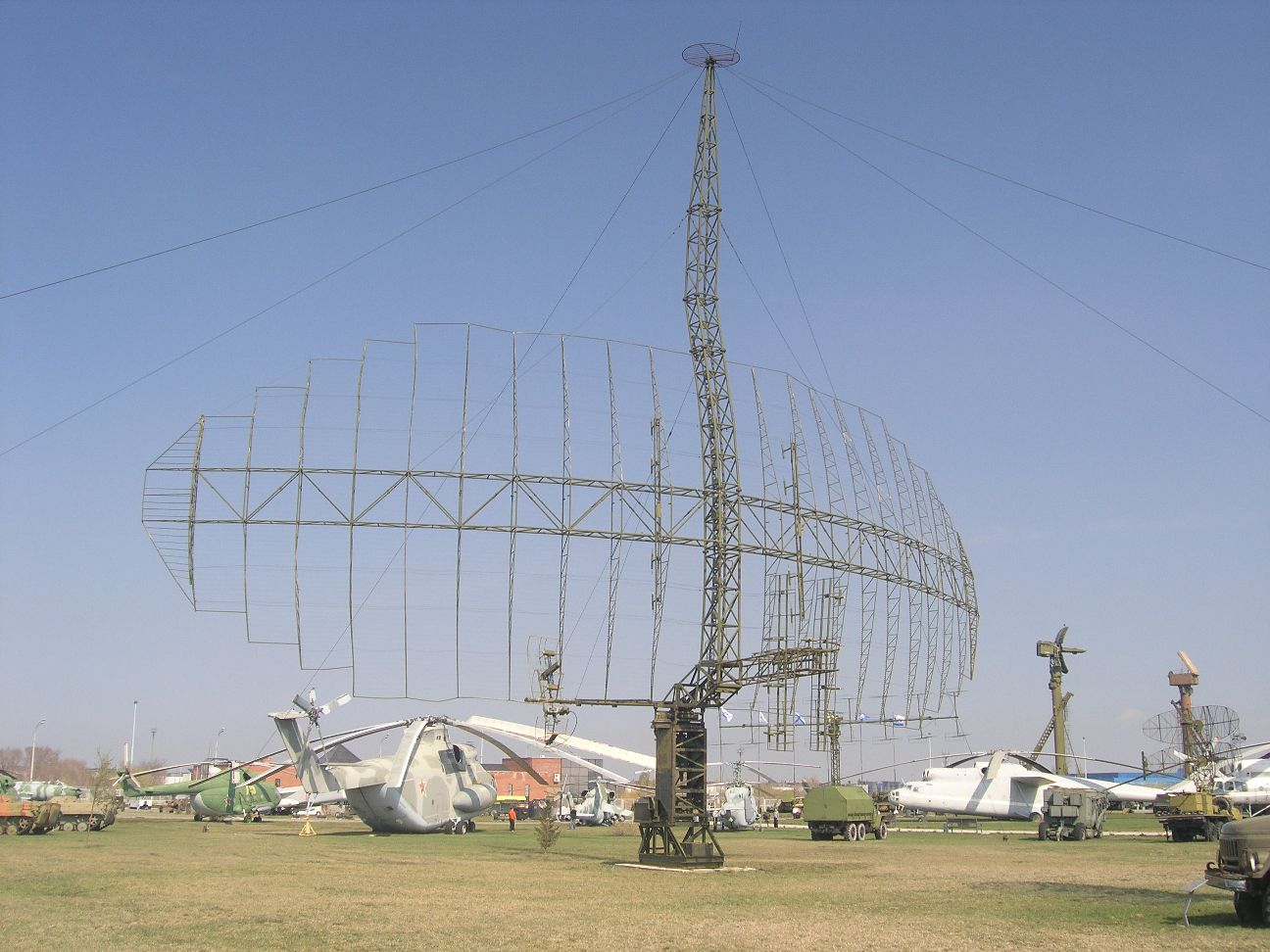
Radar P-14
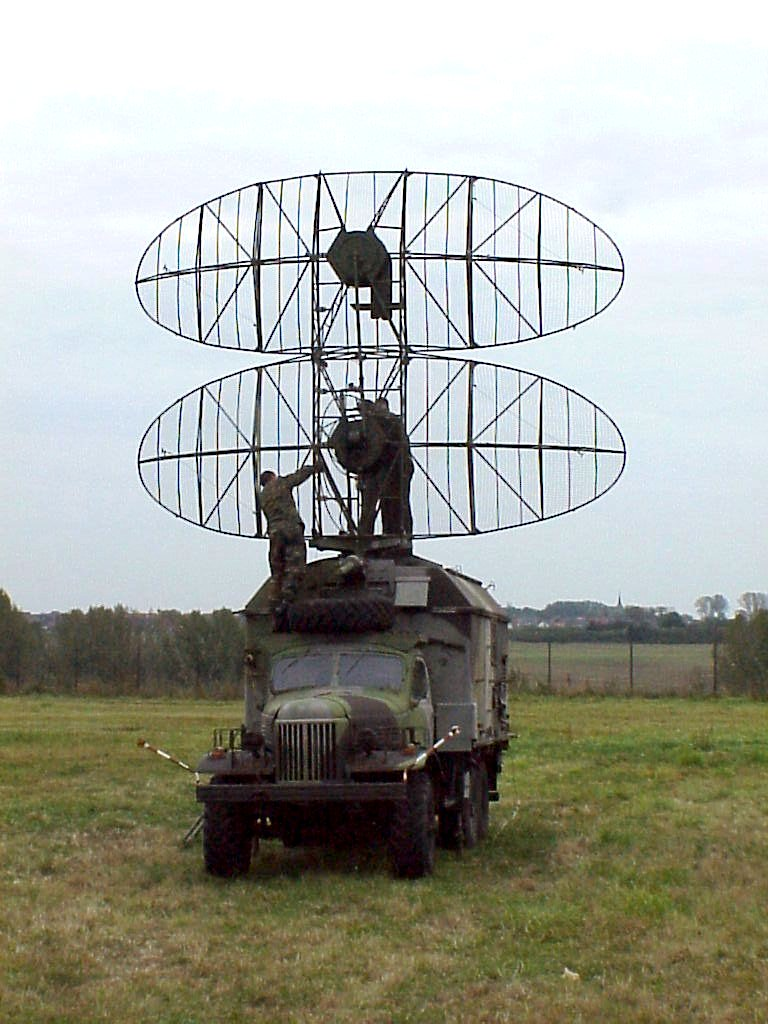
Radar P-15
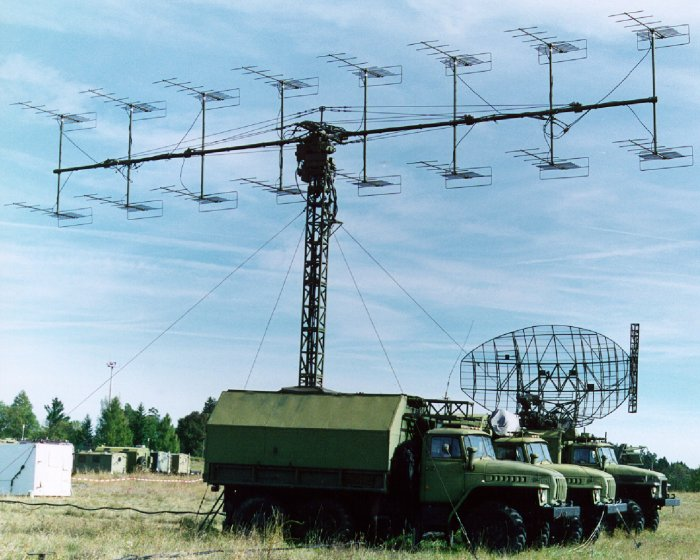
Radar P-18
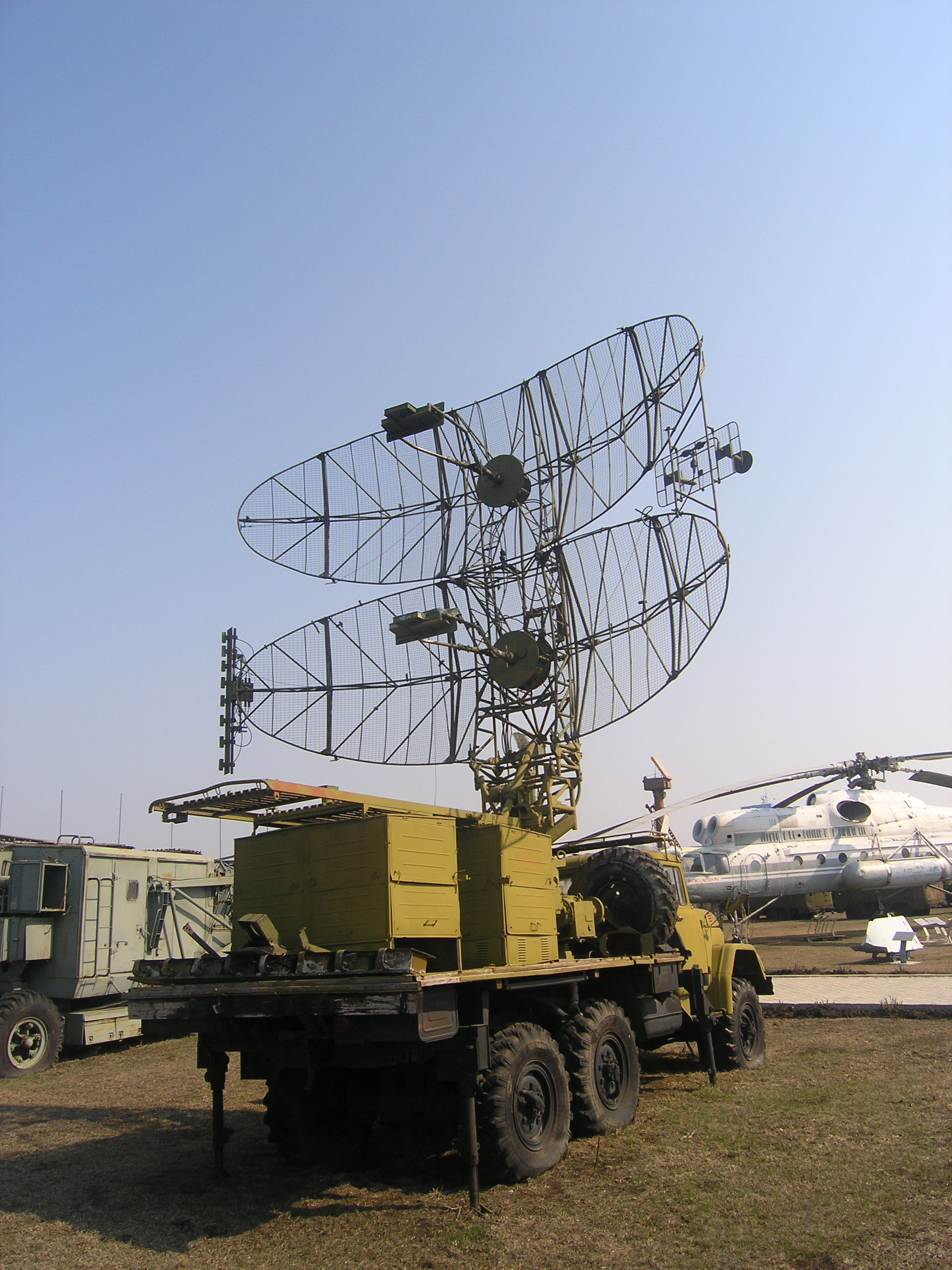
Radar P-19
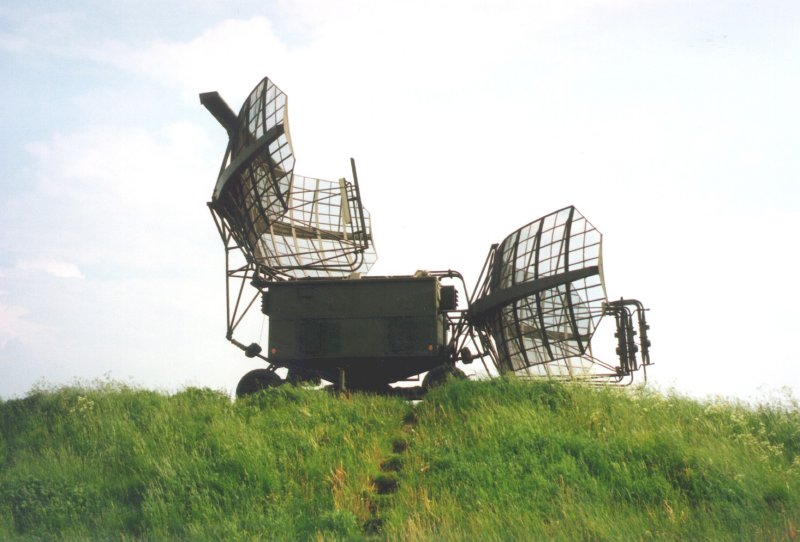
Radar P-35
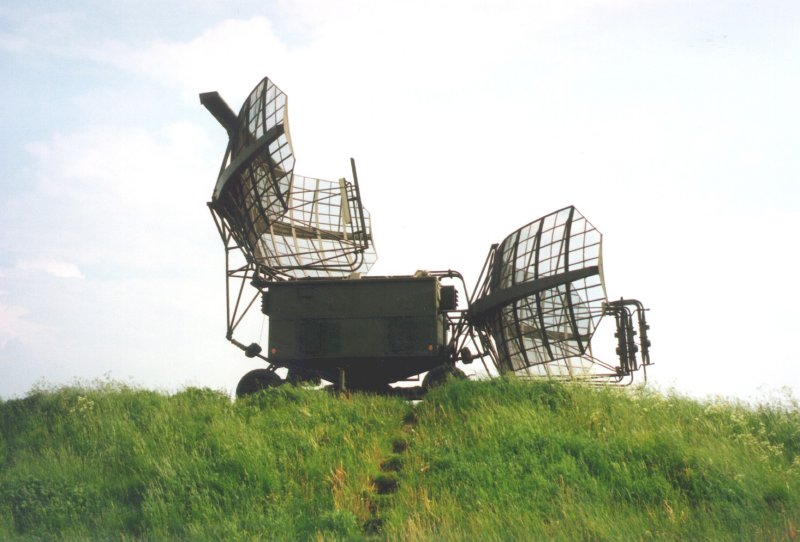
Radar P-37
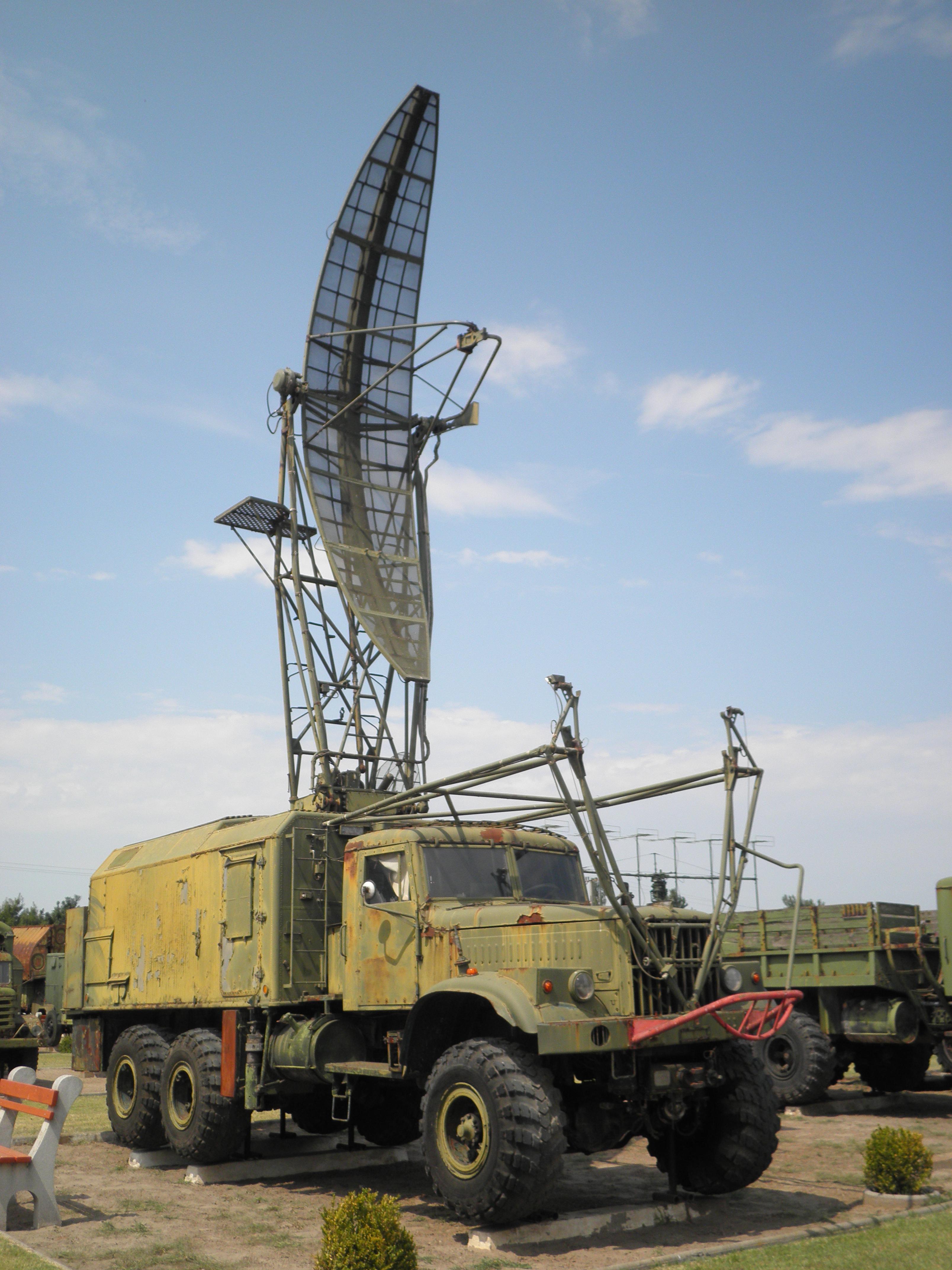
Radar PRV-16
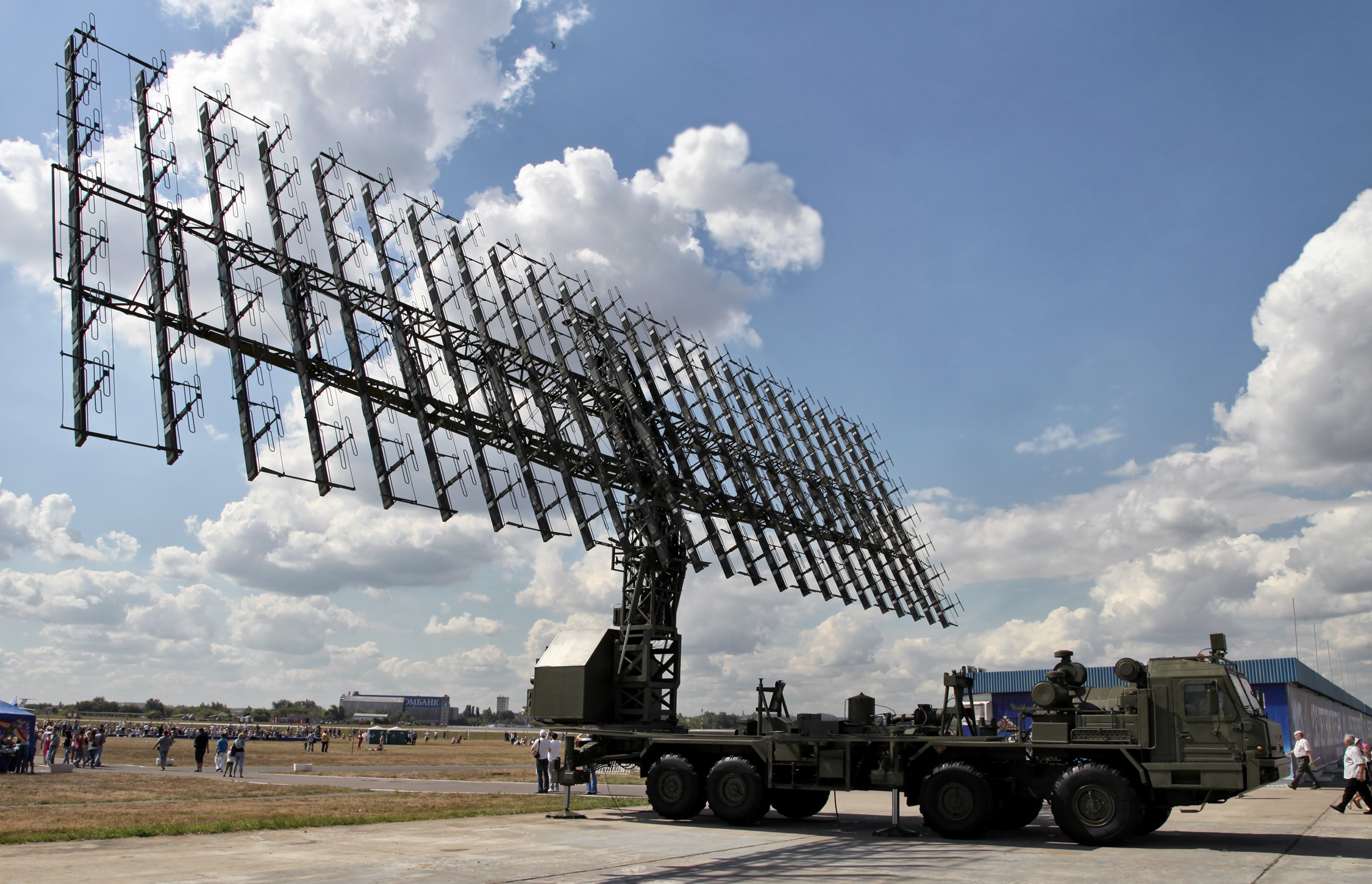
Radar Nebo-UE
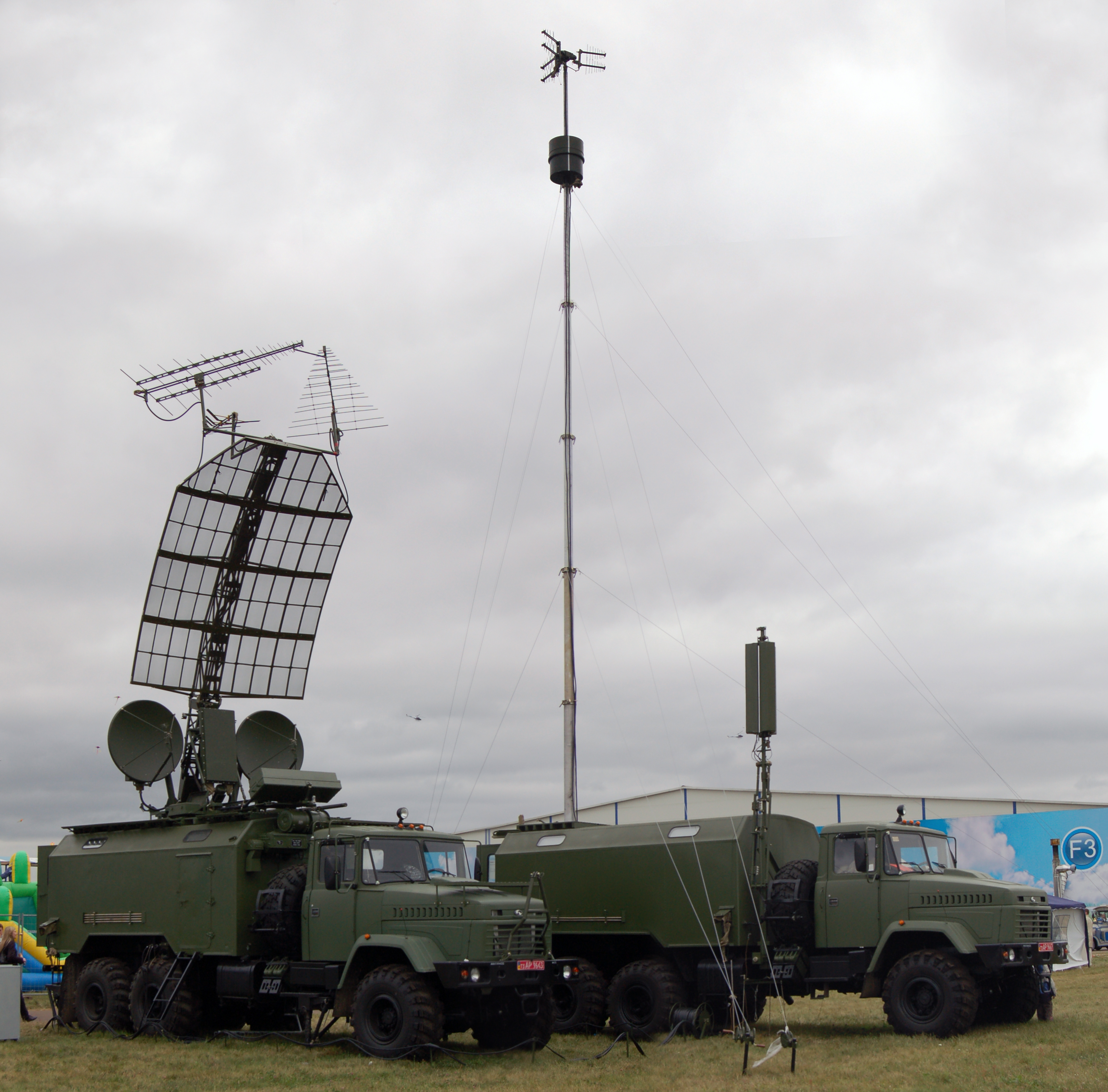
Radar Kolchuga
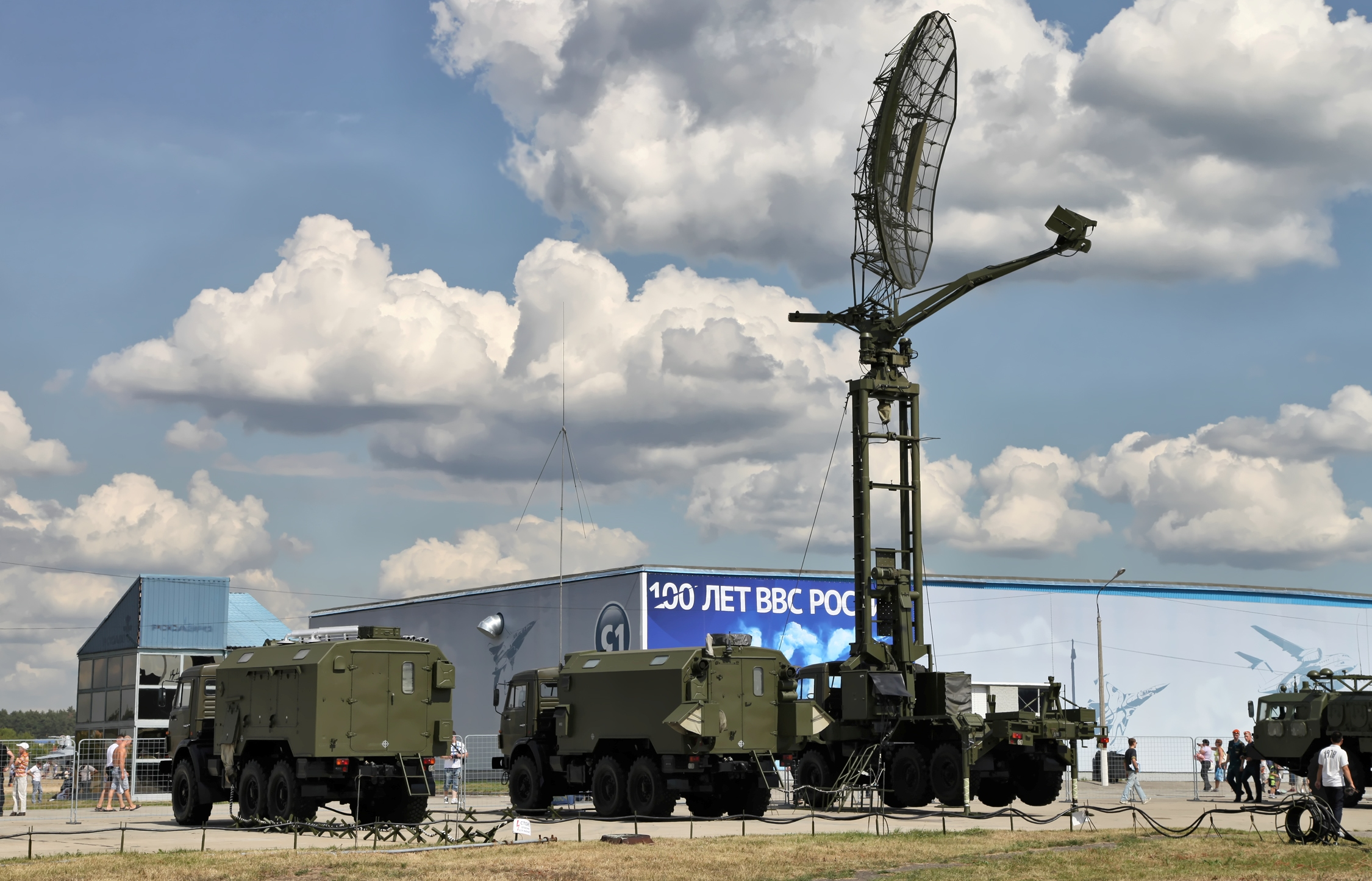
Radar Kasta 2E2

- Radar cảnh giới P-12 Yenisei (mã định danh NATO: Spoon Rest A):Ra-đa P-12 là loại ra-đa tự hành, sóng mét, dùng để phát hiện, nhận biết và chỉ thị mục tiêu cho tên lửa, pháo phòng không, bổ trợ dẫn đường cho máy bay. Các bộ phận chính gồm an-ten, xe an-ten, xe đài, máy hỏi NRZ-12 và nguồn điện. Vùng phát hiện của ra-đa theo phương vị 360o, theo góc tà từ 1,5o đến 300, cự ly phát hiện mục tiêu có diện tích phản xạ hiệu dụng 1m2 ở độ cao 500m đạt 45 km, và đạt 200 km với mục tiêu ở độ cao hơn 10 km. Ra-đa P-12 có 4 dải tần làm việc để chống nhiễu tích cực và chống nhiễu tiêu cực. Thời gian mở máy 6 phút, triển khai và thu hồi 90 phút, tốc độ quay an-ten từ 0,5 đến 6 vòng/phút.
- Radar cảnh giới P-14 Oborona-14 (mã định danh GRAU: 5N84A, mã định danh NATO: Tall King C): Là loại ra đa cảnh giới, làm việc trên dải sóng mét, có cự ly phát hiện xa với tầm hoạt động 600 km, tốc độ quét 2-6 vòng/phút, độ cao tìm kiếm cực đại 46 km và 65 km với phiên bản nâng cấp. Giới hạn "đường chân trời" (tầm quét tối đa) là 400 km.[122]
- Radar cảnh giới P-15 Tropa (mã định danh GRAU: 1RL13, mã định danh NATO: Flat Face A): Là loại ra đa giám sát, bắt mục tiêu và cung cấp thông tin cho hệ thống tên lửa, hoạt động trên tần số cực cao (UHF) ở định dạng 2D, tầm quét 150 km. P-15 là một radar có tính cơ động cơ và với anten được đặt trực tiếp trên một xe tải Zil-157 được sử dụng để vận chuyển và hệ thống có thể được triển khai trong thời gian chưa đến 10 phút. Radar có thể nhanh chóng dịch tần số của mình lên một trong bốn tần số ấn định trước để tránh nhiễu chủ động, nhiễu thụ động bị loại bỏ bởi một bộ lọc doppler liên kết.[cần dẫn nguồn]
- Radar bắt mục tiêu và cảnh báo P-18 Terek (mã định danh GRAU: 1RL131, mã định danh NATO: Spoon Rest D): Đây là loại ra đa làm việc trên dải sóng mét, có tầm hoạt động tối đa 170 km, có thể theo dõi cùng lúc 120 mục tiêu. Hiện Quân đội nhân dân Việt Nam bố trí các loại ra đa này trên một số đảo thuộc quần đảo Trường Sa.[cần dẫn nguồn]
- Radar cảnh giới kiêm giám sát mục tiêu P-19 Danube (mã định danh GRAU: 1RL134, mã định danh NATO: Flat Face B): Radar có khả năng phát hiện số lượng lớn các mục tiêu tầm thấp. Trang bị trong các đại đội ra đa tầm thấp, trung đội ra đa độc lập thuộc quân chủng Phòng không. Đài trinh sát và chỉ thị mục tiêu tầm thấp trong tổ hợp tên lửa phòng không S-125. Hoạt động trên tần số UHF, có tầm quét 260 km và có thể quay 360 độ.[cần dẫn nguồn]
- Radar cảnh giới kiêm dẫn đường P-35 Saturn (mã định danh NATO: Bar Lock): Loại ra đa này được trang bị hệ thống xử lý sơ cấp và hệ thống xử lý thứ cấp (bắt và bám) tích hợp với đài điều khiển từ xa, trang bị máy tính mới hiện đại cùng màn hình màu độ phân giải cao, trang bị hệ thống nhận diện địch - ta.[cần dẫn nguồn]
- Radar cảnh giới nhìn vòng P-37: là ra-đa cảnh giới nhìn vòng, cung cấp thông tin cho các sở chỉ huy phòng không-không quân và các đài điều khiển sân bay. Radar P-37 cảnh giới kiêm dẫn đường. Loại ra đa này được trang bị hệ thống xử lý sơ cấp và hệ thống xử lý thứ cấp (bắt và bám). Phiên bản nâng cấp áp dụng công nghệ tiên tiến thiết kế mới các bộ chuyển mạch, mạch trộn tần, mạch tự động bám tần số, tích hợp với đài điều khiển từ xa, trang bị máy tính mới hiện đại cùng màn hình màu độ phân giải cao, trang bị hệ thống nhận diện địch - ta.[123]
- Radar đo độ cao PRV-16: Có nhiệm vụ cảnh giới kiêm dẫn đường, có nhiệm vụ trinh sát, phát hiện, bám sát các mục tiêu trên không, nhằm quản lý vùng trời, kịp thời phát hiện địch trên không và thông báo cho các đơn vị hỏa lực phòng không, dẫn đường cho máy bay chiến đấu bảo vệ bầu trời. Các loại ra này ít chịu ảnh hưởng nhiễu và hoạt động tốt trong nhiều điều kiện thời tiết.[cần dẫn nguồn]
- Radar RSP-10/RSP-10M: Ra đa giám sát máy bay và kiểm soát không lưu. Đặt tại các sân bay quân sự.[124]
- Radar 36D6 thuộc loại radar giám sát không phận được thiết kế để sử dụng như một phần của hệ thống phòng không tích hợp. Đài làm nhiệm vụ phát hiện các mục tiêu có diện tích phản hồi radar (RCS) nhỏ bay ở độ cao thấp và rất thấp trong môi trường nhiễu chủ động và nhiễu bị động mạnh. Đặc biệt, đài 36D6 là một thành phần quan trọng của hệ thống hỗ trợ điều khiển trong hệ thống phòng không tích hợp S-300PMU1/2, nơi nó hoạt động với vai trò là hệ thống trinh sát và nhắm mục tiêu cho tên lửa S-300PMU1/2.[125]
- Radar Kasta-2E2: là loại ra đa nhìn vòng 3 tham số chuyên thực hiện nhiệm vụ phát hiện các mục tiêu bay thấp như tên lửa hành trình, máy bay không người lái. Phạm vi trinh sát tối đa 150 km, radar này có khả năng phát hiện mục tiêu bay ở độ cao dưới 100m từ khoảng cách tới 55 km.
- Radar 55Zh6UE Nebo-UE: Được thiết kế để phát hiện, bám sát tự động, phân biệt địch ta, nhận dạng kiểu loại, xác định và cung cấp các tham số tọa độ và đường bay của các loại mục tiêu bay gồm cả mục tiêu bay đường đạn, mục tiêu kích cỡ nhỏ và mục tiêu có hệ số phản xạ điện từ thấp cho các hệ thống khí tài chiến đấu hay màn hiện sóng của trắc thủ radar.[cần dẫn nguồn]
- Radar Vostok E: Hệ thống radar cảnh giới Vostock E có thể phát hiện máy bay chiến đấu ở cự ly 350 km và bám cùng lúc không dưới 120 mục tiêu. Đặc biệt, nó cũng có khả năng bắt máy bay tàng hình ở cự ly 72 km trong môi trường bị đối phương gây nhiễu điện tử mạnh. Toàn bộ hệ thống được đặt trên khung gầm xe tải chuyên dụng MZKT 65273-020 bánh lốp nên có khả năng cơ động rất cao. Radar có thời gian triển khai và thu hồi chưa đầy 6 phút với kíp chiến đấu chỉ có hai người.
- Hệ thống điện từ Kolchuga: Hệ thống radar hiện đại do Ukraina cung cấp có khả năng phát hiện máy bay tàng hình cùng các loại máy bay đời mới như B-2 Spirit mà không chịu ảnh hưởng của các thiết bị phá sóng hoặc tên lửa bức xạ chống ra đa.
- Radar ELM-2228ER: Hệ thống radar thụ động ELM-2288 AD STAR do Israel sản xuất có tầm trinh sát tới 430 km, là radar 3D hoạt động ở băng tần S, nó được trang bị bộ vi xử lý tín hiệu kỹ thuật số có khả năng tự động theo dõi và phân loại mục tiêu. Nó có khả năng cơ động cao, xử lý xung Doppler, tự động phát hiện mục tiêu, có khả năng phát hiện tên lửa đạn đạo, khả năng kháng nhiễu ECM, hệ thống nhận dạng bạn thù IFF, có thể hoạt động một cách độc lập hoặc một phần trong hệ thống phòng không tích hợp. ELM-2288 hiện gồm hai phiên bản: ELM-2288MR và ELM-2288ER. Phiên bản chính xác của ELM-2288 mà Quân đội nhân dân Việt Nam đang sử dụng được xác nhận là ELM-2288ER.[126][127]
- Radar VERA-E: VERA-E là loại ra đa thụ động do Cộng hòa Séc nghiên cứu và chế tạo hoạt động trên nguyên lý không phát sóng mà chỉ thu tín hiệu của sóng điện từ trong một môi trường không gian đồng nhất. Loại ra đa này hoạt động tương tự hệ thống Kolchuga của Ukraina và là phiên bản cơ động, lắp đặt trên khung gầm xe dòng ra đa thụ động Tamara cũng của CH Séc chế tạo.[128]
- Radar Coast Watcher 100 (CW-100):Là hệ thống ra đa được thiết kế cho nhiệm vụ giám sát bờ biển, phát hiện sớm từ xa các tàu thuyền lạ xâm nhập vùng biển, vùng đặc quyền kinh tế. Hệ thống do Tập đoàn Thales (Pháp) sản xuất.Coast Watcher 100 Để vượt "giới hạn đường chân trời", sử dụng sóng truyền bề mặt dựa vào sóng đất với bước sóng khoảng 10m cho phép sóng radar truyền đi theo đường cong của trái đất. Hệ thống anten của Coast Watcher 100 thiết kế hoàn toàn từ sợi carbon nên có độ bền rất cao. Nó có thể cung cấp khả năng giám sát bờ biển 24 giờ/ngày liên tục trong 365 ngày mà không cần bảo trì.[129]

#### Các loại ra đa bám sát mục tiêu và dẫn đường cho tên lửa

##### Hệ thống S-75 Volga (SAM-2)
- P-12 "Spoon Rest" - Radar cảnh báo sớm dải sóng VHF, tầm hoạt động 200 kilômét (120 mi).
- SNR-75 "Fan Song" - Radar xử lý thông tin, bám mục tiêu và điều khiển tên lửa.
- P-15 "Flat Face" - Radar cảnh giới và bắt mục tiêu, chống mục tiêu bay thấp băng C, công suất 380 kW, tầm hoạt động 250 km/155 dặm.
- PRV-11 "Side Net" - Hệ thống đo độ cao mục tiêu.

##### Hệ thống S-125 Pechora 2M (SAM-3)
- P-15 "Flat Face"/P-15M(2) "Squate Eye" - radar cảnh giới và bắt mục tiêu/phiên bản cải tiến chống mục tiêu bay thấp băng C, công suất 380 kW, tầm hoạt động 250 km/155 dặm.
- SNR-125 "Low Blow" - radar bám mục tiêu, điều khiển tên lửa băng I/D, công suất 250 kW
- PRV-11 "Side Net" - đài radar đo độ cao băng E, tầm hoạt động 28 km/17 dặm, độ cao đo được lên tới 32 km/105,000 ft

##### Hệ thống S-300PMU1 (SAM-20)

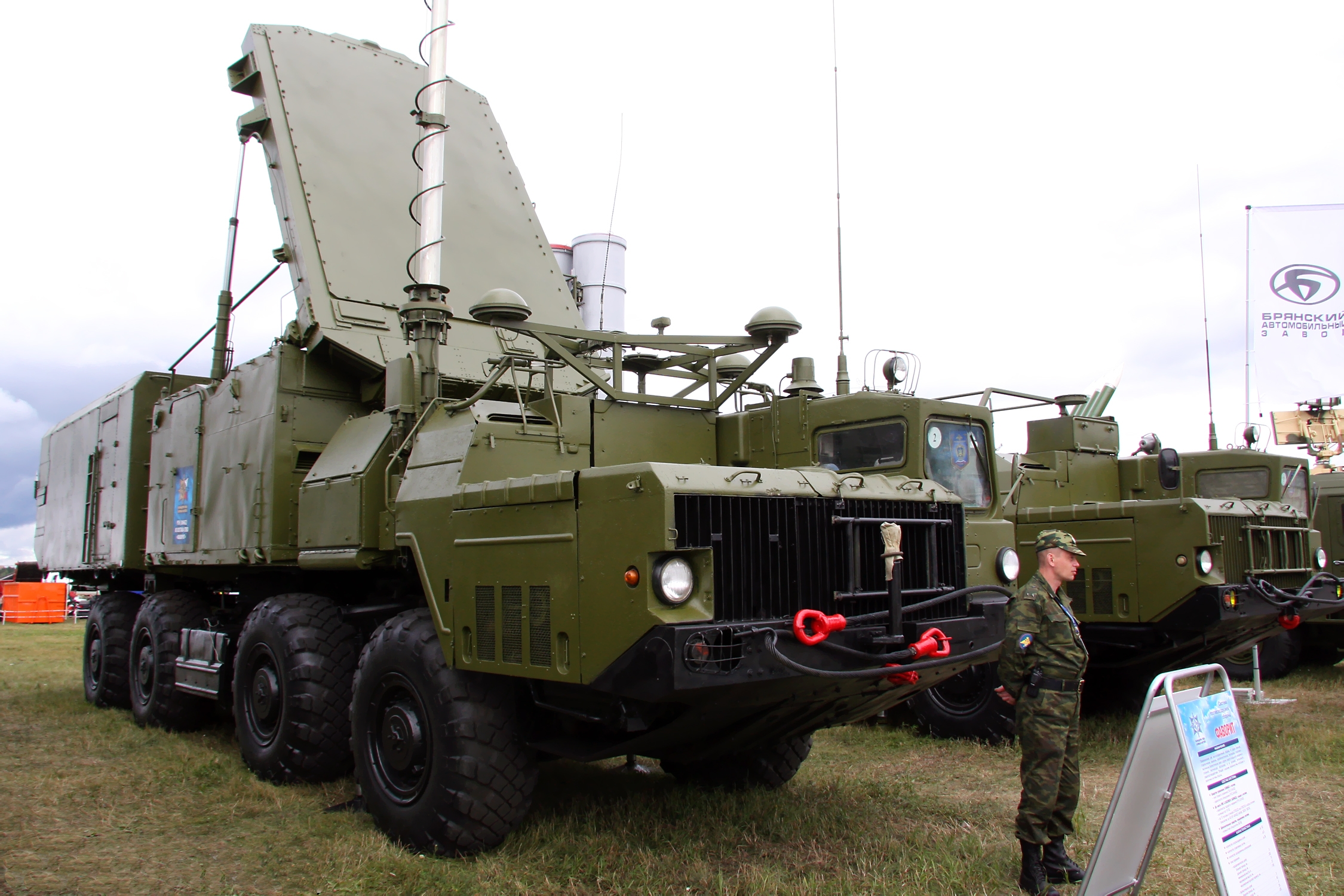
30N6E "Flap Lid" - Radar dẫn đường tên lửa
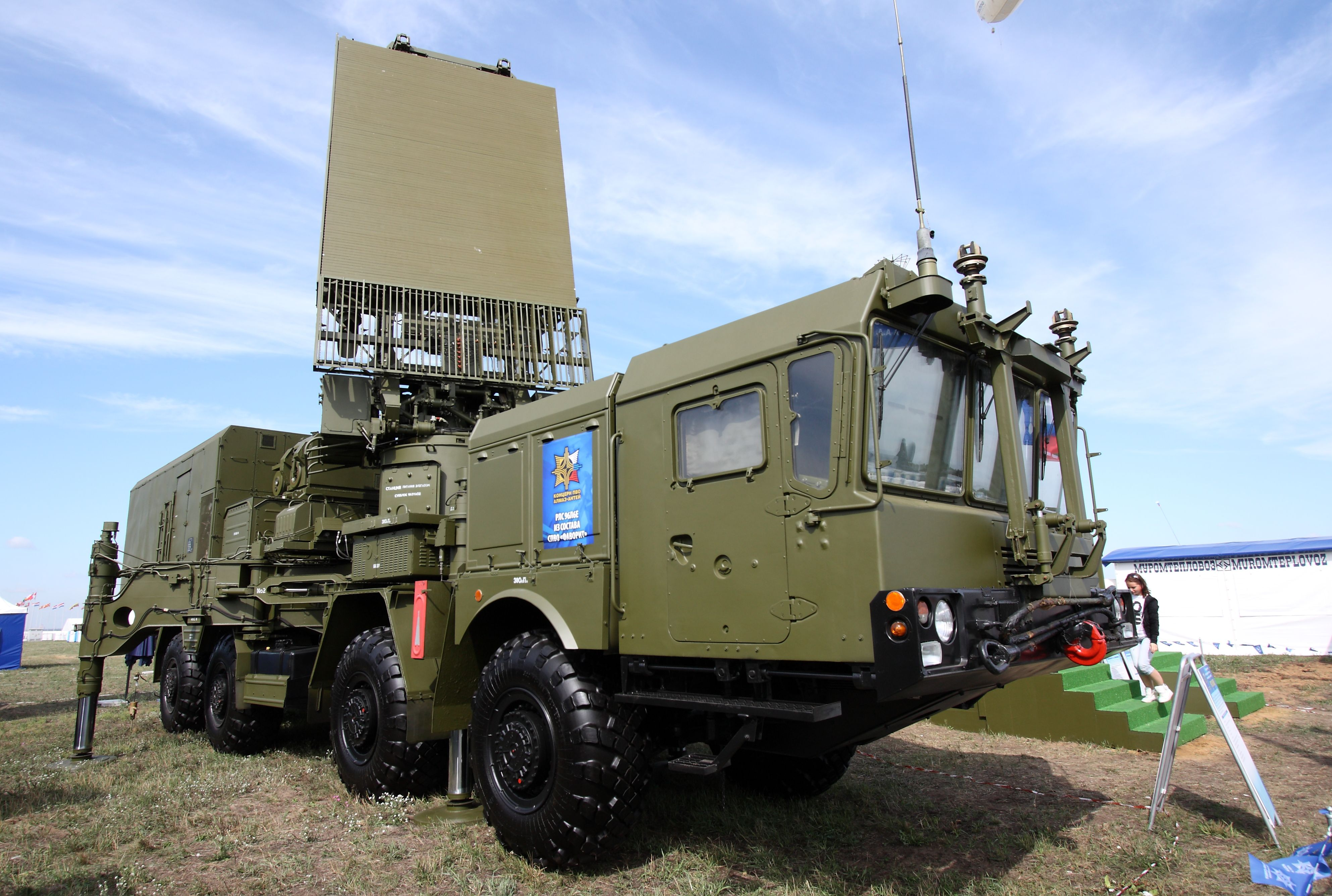
96L6E "Cheese Board" - Radar giám sát mọi độ cao.
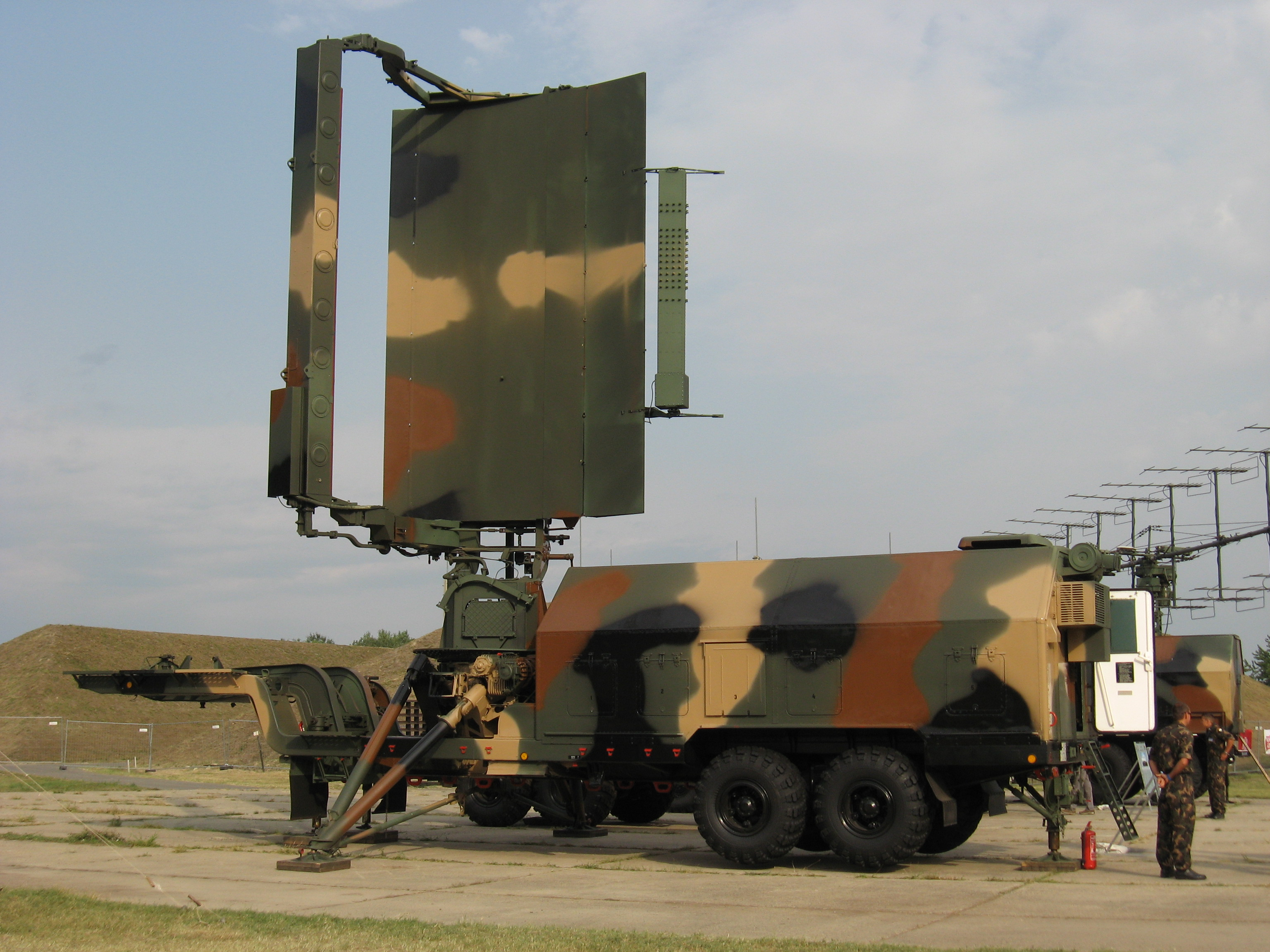
36D6 "Tin Shield" - Radar điều khiển và giám sát trong hệ thống tên lửa

#### Radar thuộc tổ hợp tên lửa
S-75 SAM-2

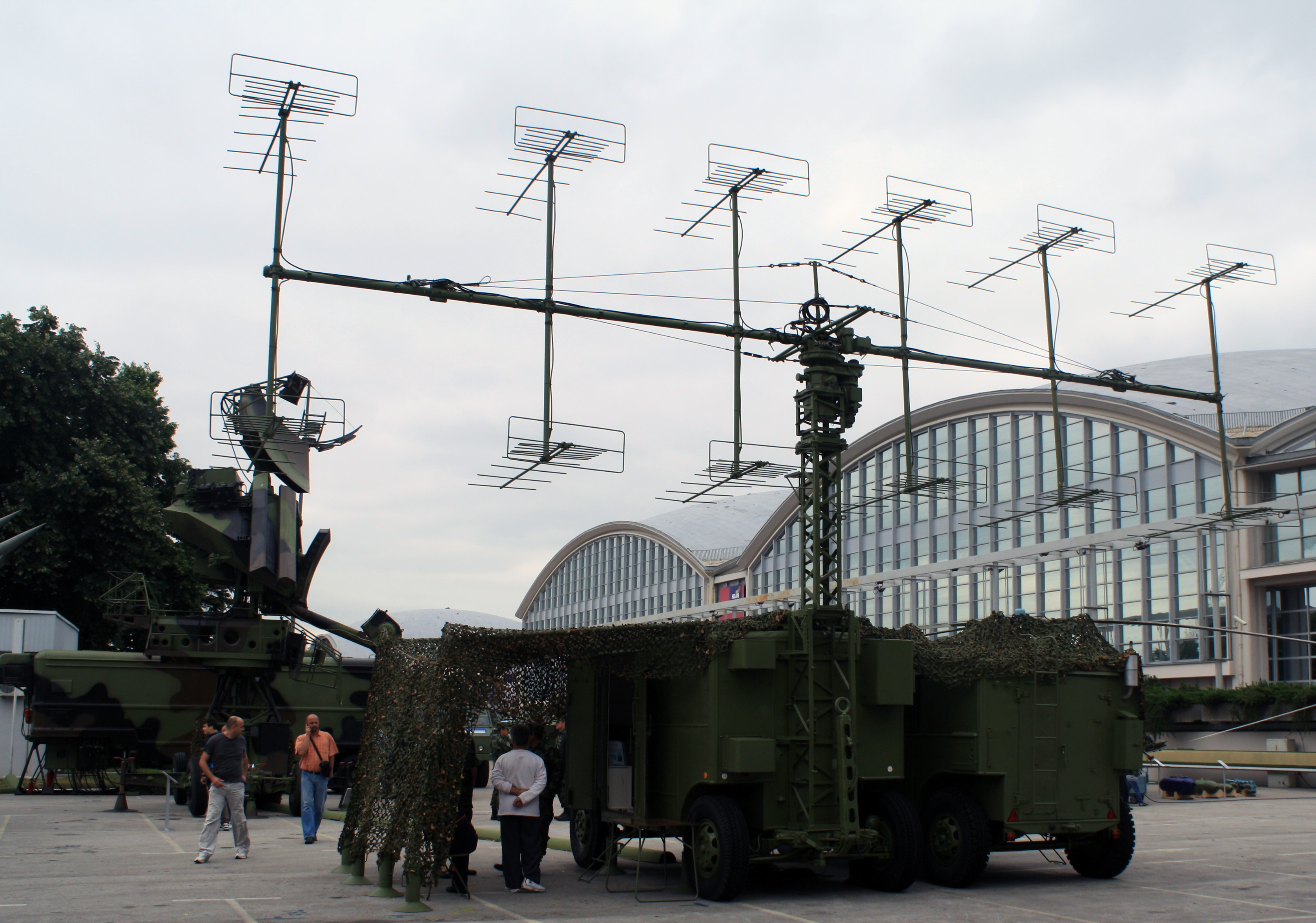
Radar P-12 Spoon Rest
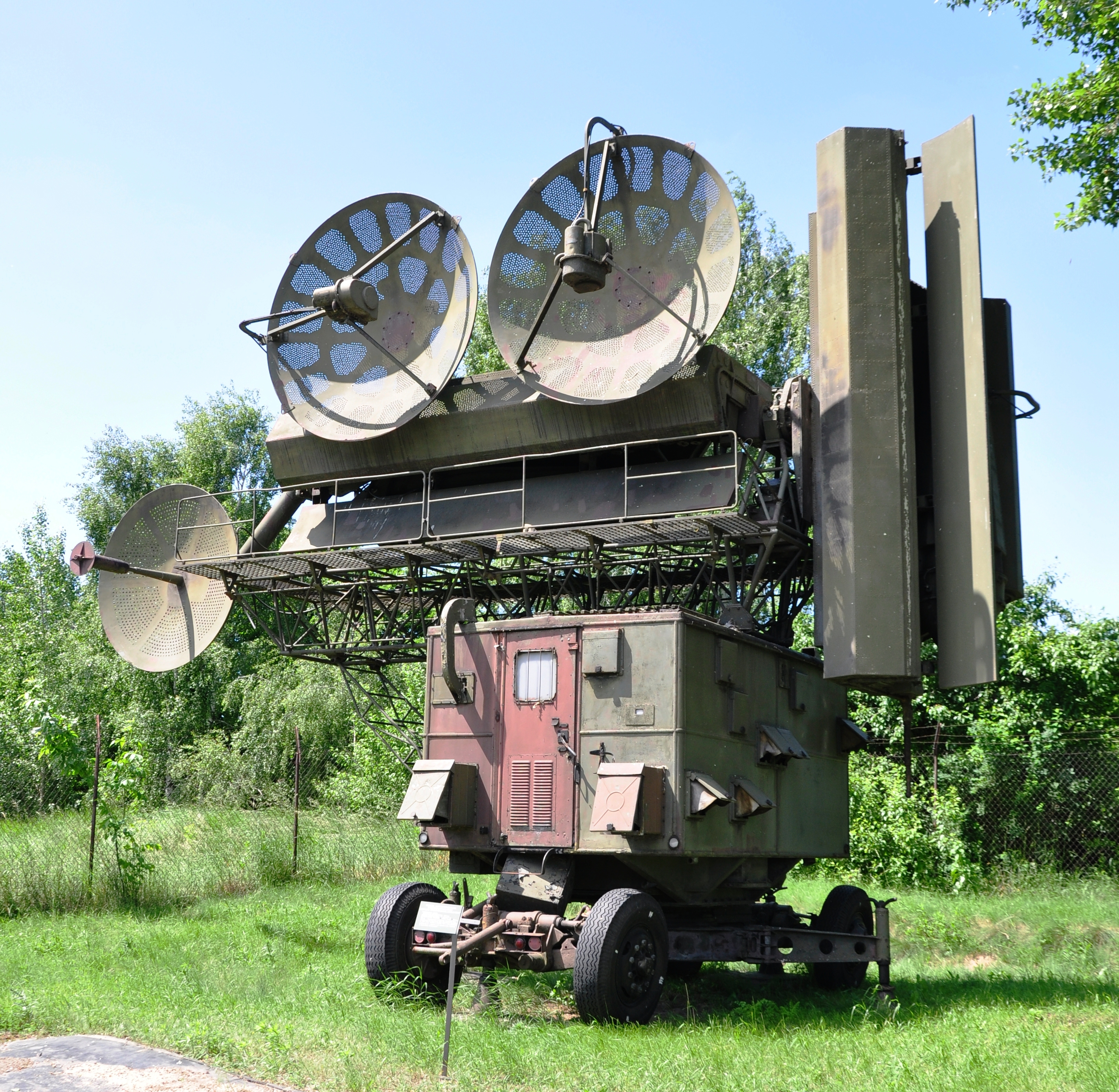
Radar SNR-75 Fan Song
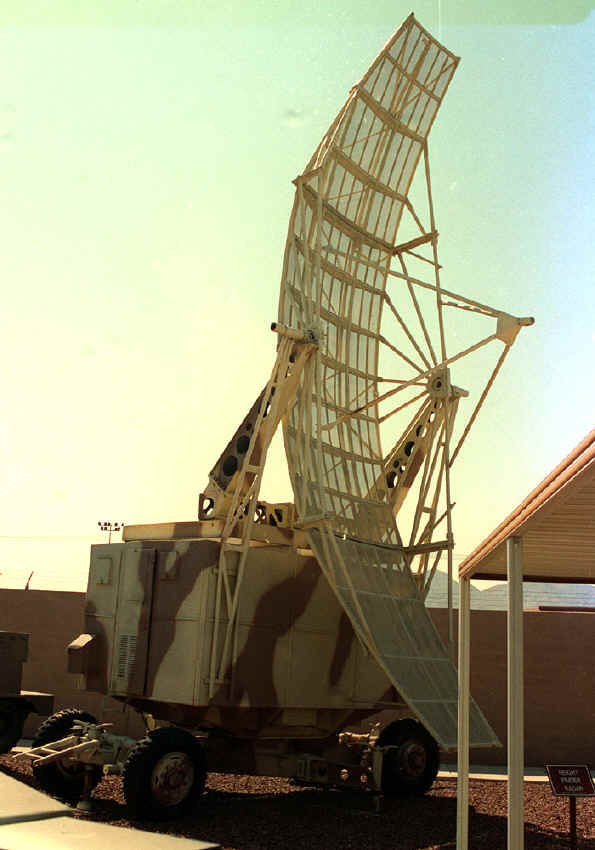
Radar PRV-11 Side Net S-75
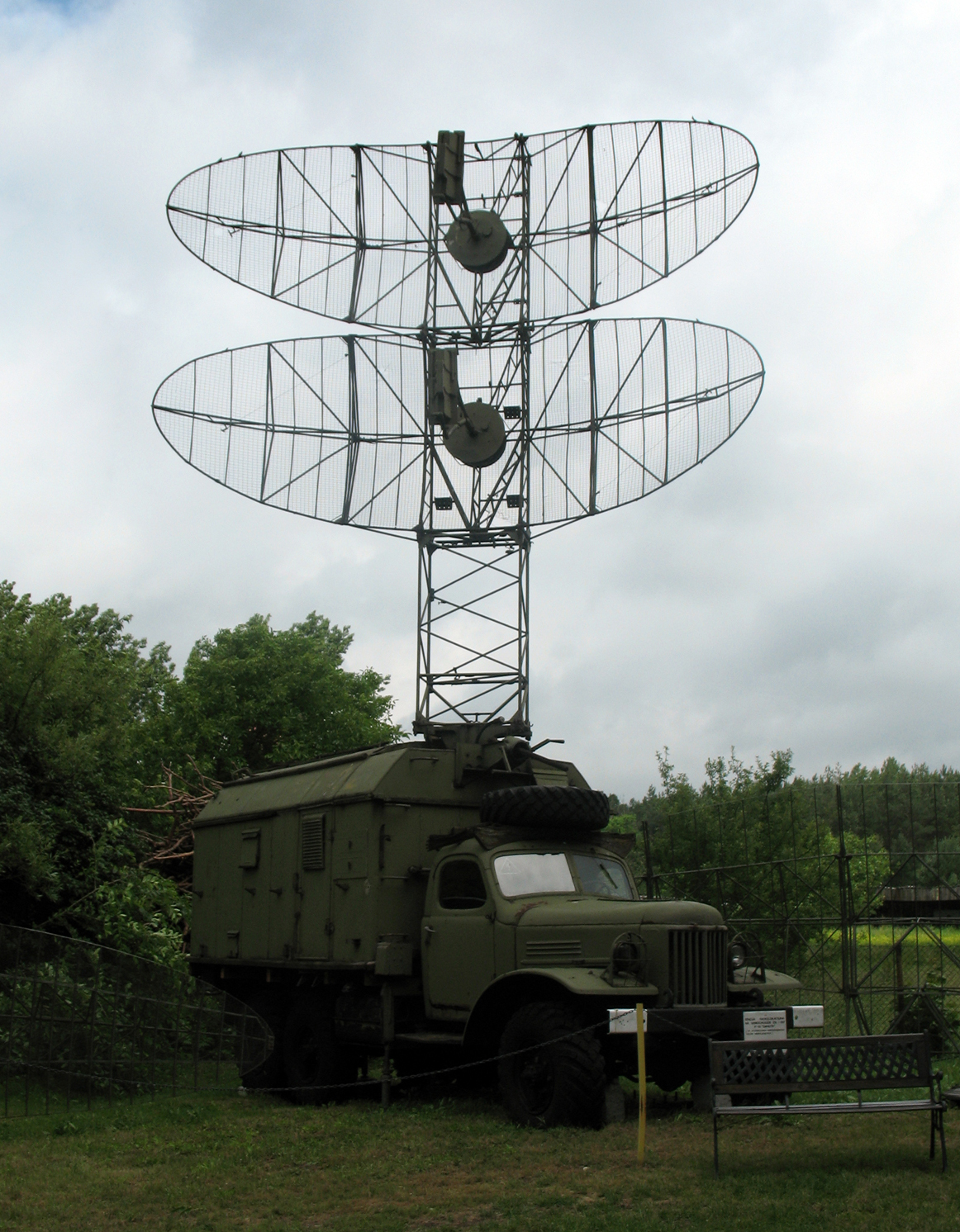
Radar P-15 Flat Face C

S-125 SAM-3

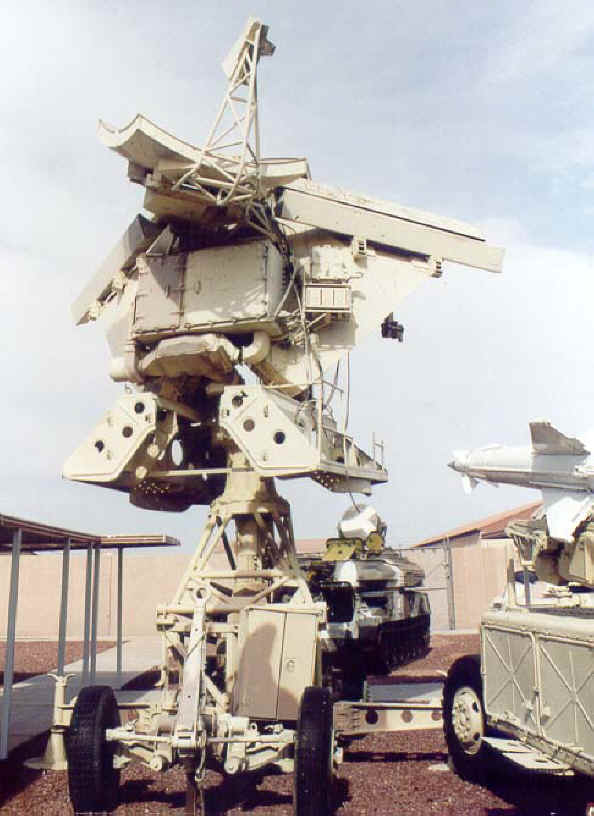
Radar SNR-125 Low Blow
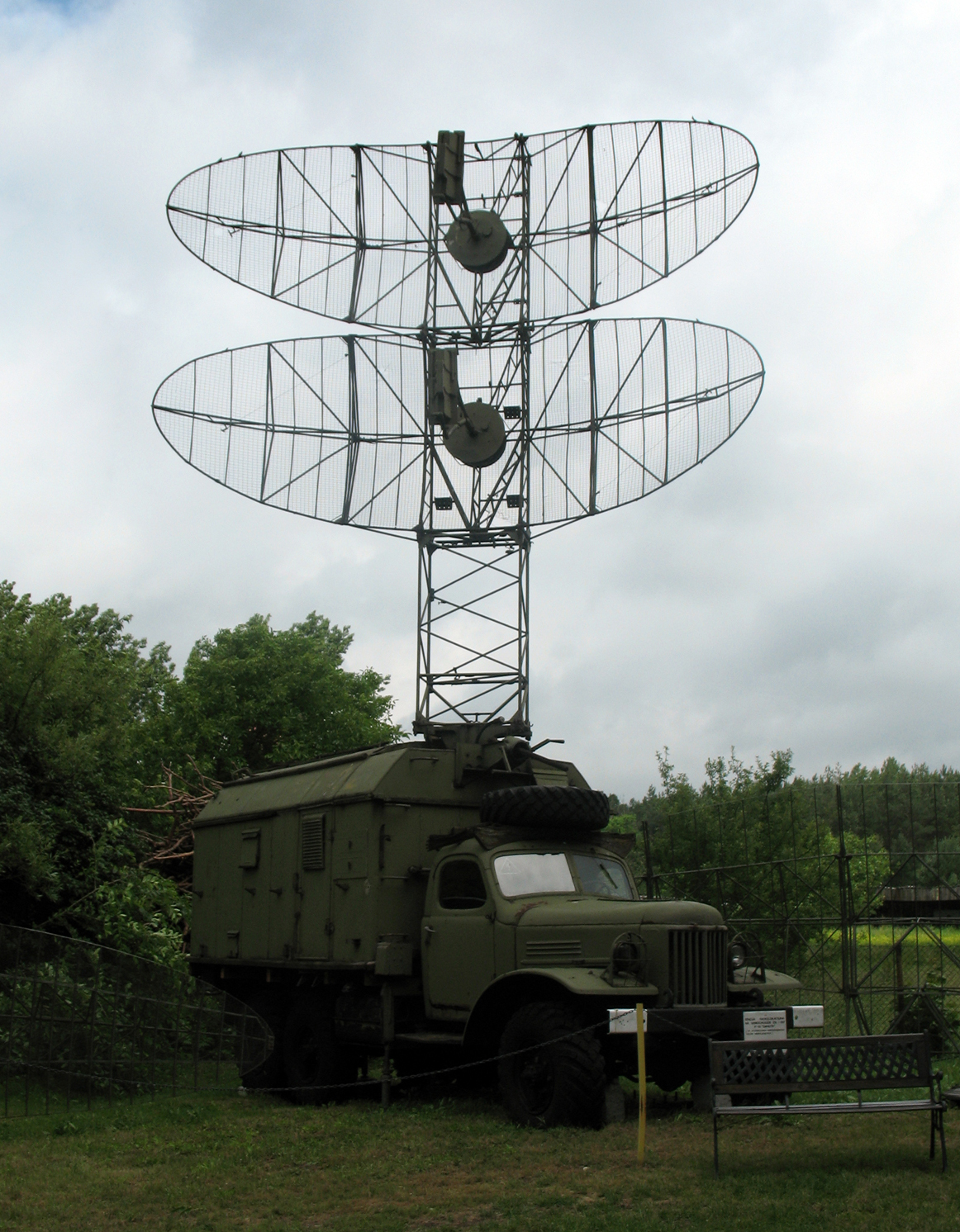
Radar P-15
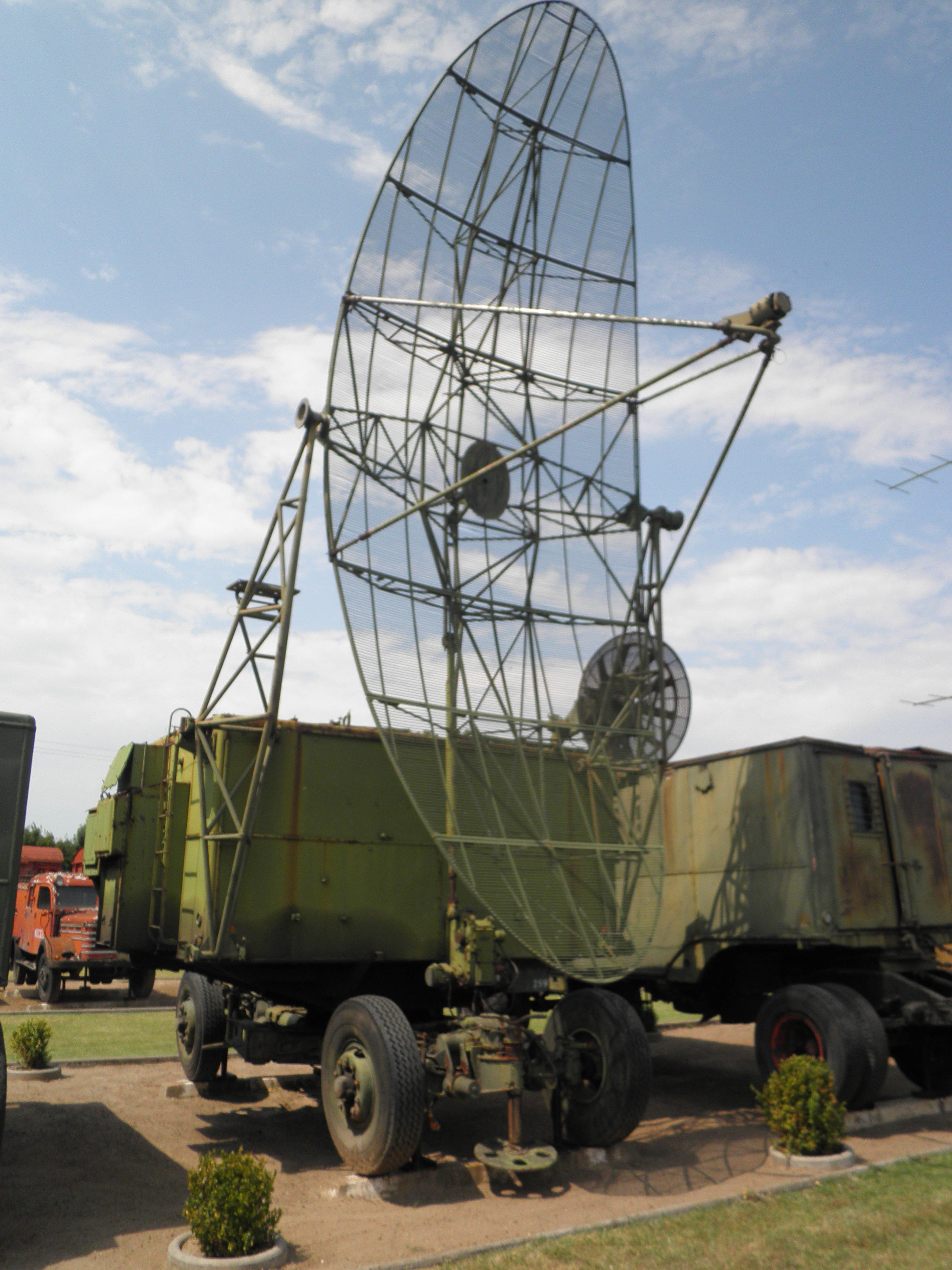
Radar PRV-11 Side Net S-125
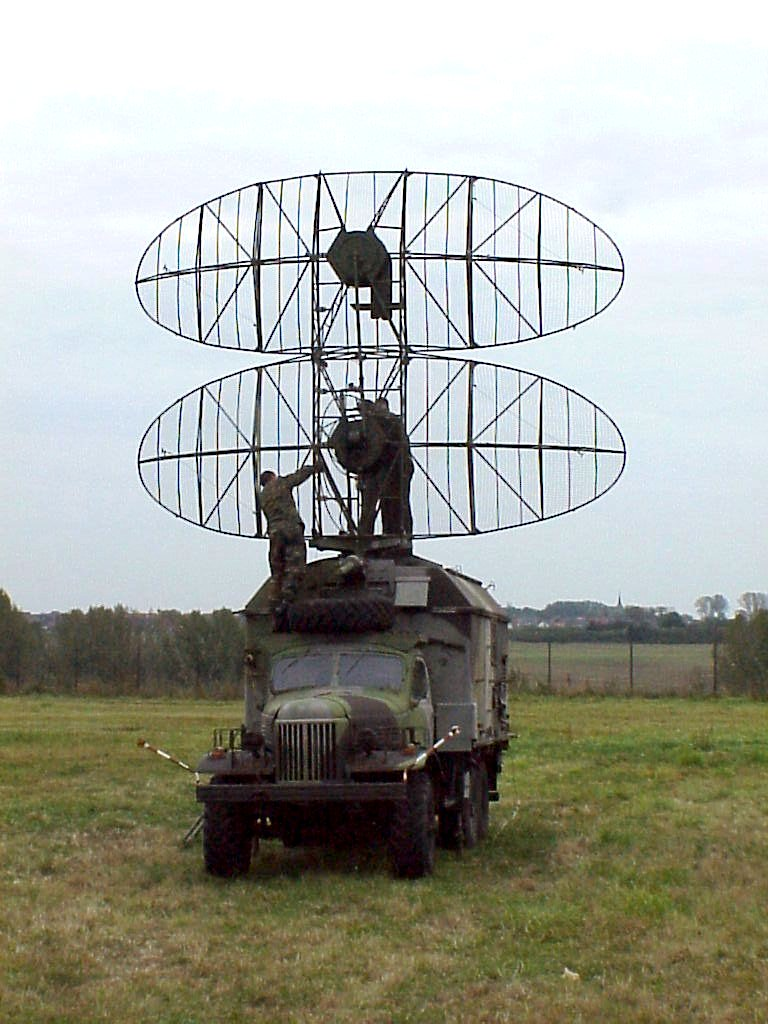
Radar P-15M(2) Squat Eye
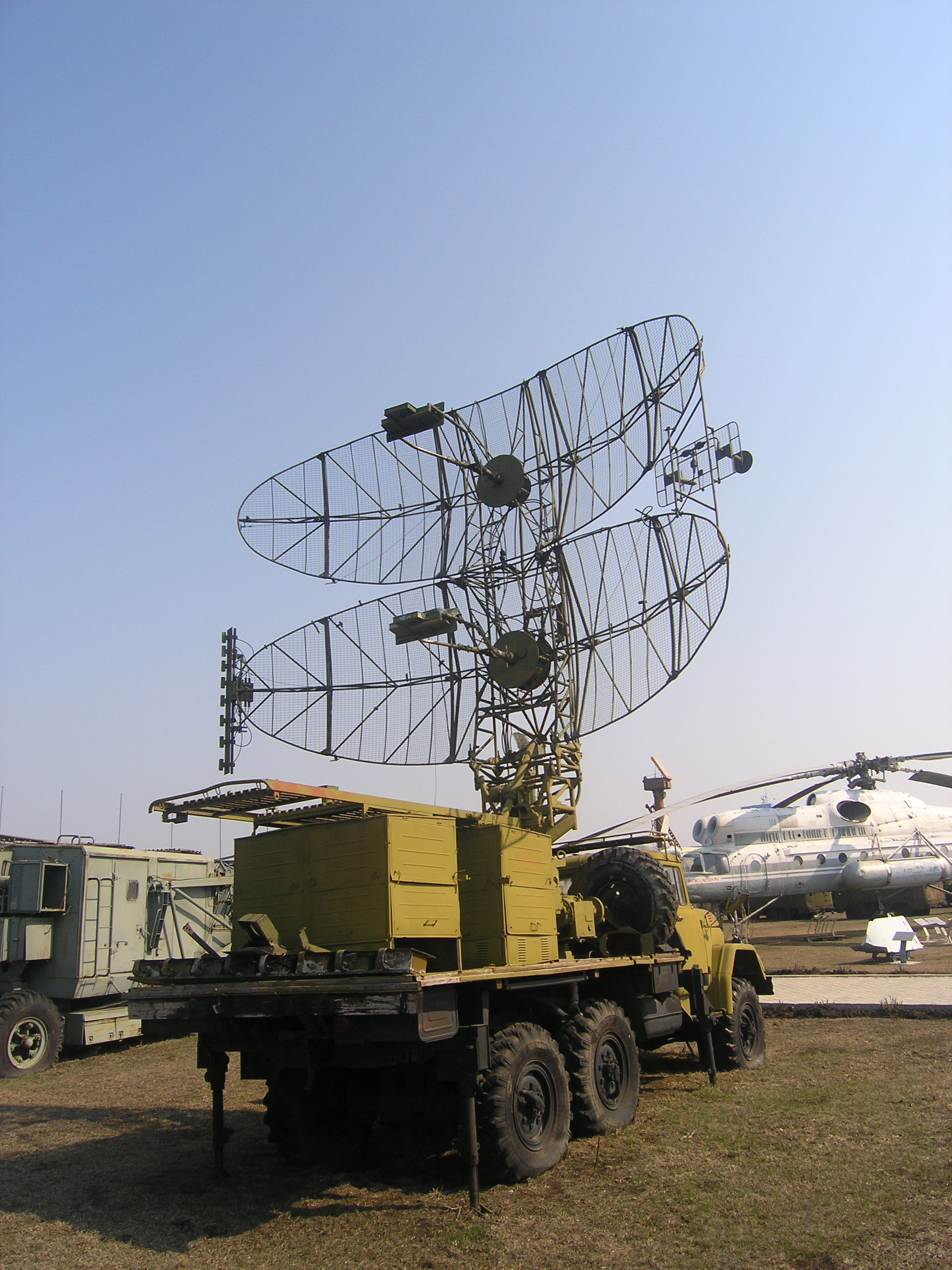
Radar P-19 Danube

S-300PMU1 SAM-20
- Radar 30N6E
- Radar 96L6
- Radar 36D6

### Binh chủng Pháo phòng không
| Hình ảnh            | Tên             | Chủng loại               | Cỡ đạn     | Phiên bản        | Số lượng | Nguồn gốc                                  | Chi tiết |
| ------------------- | --------------- | ------------------------ | ---------- | ---------------- | -------- | ------------------------------------------ | --- |
|                     | ZU-23-2         | Pháo tự động             | 23×152mmB  | 23mm-2M 23mm-2ML | 12,000   | Liên Xô · Việt Nam · (bảo trì, nâng cấp)   | Phiên bản 23mm-2ML được bổ sung thêm cảm biến quang điện tử, máy đo xa laser và hệ thống kiểm soát hỏa lực. |
|                     | 61-K            | Pháo phòng không         | 37 mm      | Type 55 Type 65  | 12,000   | Liên Xô · Việt Nam · (bảo dưỡng, nâng cấp) | Pháo phòng không 37mm được trang bị cho các đơn vị phòng không tầm thấp của cả lục quân, không quân và dân quân. Đã được hiện đại hóa với việc tự động hóa và bổ sung hệ thống kiểm soát hỏa lực. |
|                     | AZP S-60        | Pháo phòng không         | 57 mm      |                  | 12,000   | Liên Xô · Việt Nam · (bảo dưỡng, nâng cấp) | Pháo phòng không 57 mm. Quân đội đã hiện đại hóa AZP S-60 bằng việc bổ sung hệ thống kiểm soát hỏa lực và radar dẫn bắn, thiết bị trinh sát quang điện tử, hệ thống điều khiển cơ điện tử. Hệ thống mới có thể hoạt động hoàn toàn tự động và điều khiển từ xe điều khiển, với máng nạp đạn tự động không cần pháo thủ nạp đạn. |
| Stalin line - KS-19 | KS-19           | Pháo phòng không         | 100 mm     |                  | 12,000   | Liên Xô                                    | [ 131 ] [ 132 ] |
|                     | ZSU-23-4 Shilka | Pháo phòng không tự hành | ZSU-23-4M1 | 23×152mmB        |          | Liên Xô · Việt Nam · (bảo dưỡng, nâng cấp) | Đã được hiện đại hóa với hệ thống kiểm soát hỏa lực điện tử, camera ảnh nhiệt ngày đêm, máy đo xa laser, radar được nâng cấp, hệ thống treo thủy lực. |

### Binh chủng Tên lửa Phòng không
| Hình ảnh | Tên                | Loại                                                                             | Phiên bản                                     | Số lượng                     | Nguồn gốc                       | Chi tiết |
| -------- | ------------------ | -------------------------------------------------------------------------------- | --------------------------------------------- | ---------------------------- | ------------------------------- | --- |
|          | S-300              | Hệ thống tên lửa đất đối không tầm xa và chống tên lửa đạn đạo                   | S-300PMU1                                     | 12 bệ phóng thuộc 2 hệ thống | Nga · Việt Nam · (nâng cấp)     | Hai hệ thống được mua vào những năm 2000. Đã được nâng cấp hệ thống điện tử tương đương với mẫu S-300PMU2.                                                                              |
|          | SPYDER             | Hệ thống tên lửa đất đôi không tầm trung Hệ thống tên lửa đất đối không tầm thấp | SPYDER-MR SPYDER-SR                           | 10 bệ phóng 20 bệ phóng      | Israel                          | 750 tên lửa với năm hệ thống, mỗi hệ thống gồm 6 bệ phóng . Hiện đang có các dự án để có thể sao chép tên lửa Derby của hệ thống                                                        |
|          | SA-2 Dvina         | Hệ thống tên lửa đất đối không tầm cao                                           | Volga S-75M/M3                                | ~25 bệ phóng                 | Liên Xô · Việt Nam · (nâng cấp) | Tầm bắn ~27 đến 35 km. Toàn bộ đã được nâng cấp lên chuẩn Volga S-75M/M3 và sử dụng tên lửa 5IA23. Các linh kiện điện tử đều có thể được sản xuất và bảo dưỡng nội địa bởi nhà máy A31. |
|          | S-125 Neva/Pechora | Hệ thống tên lửa đất đối không tầm trung                                         | S-125TM Pechora-2TM S-125M Pechora-M S-125-VT | 51 bệ phóng                  | USSR · Việt Nam · (nâng cấp)    | Tầm bắn ~35 km. 30 hệ thống S-125TM Pechora-2TM và 21 hệ thống S-125M Pechora-M đến cuối năm 2024. Hiện đang triển khai bản nâng cấp mới S-125-VT nhằm tăng sức chiến đấu của hệ thống. |
|          | 9K35 Strela-10     | Hệ thống tên lửa đất đối không tầm ngắn                                          |                                               | 20 bệ phóng                  | Liên Xô                         | [ 141 ] |

### Binh chủng Không Quân

#### Trang bị hiện tại
| Ảnh                     | Chủng loại                  | Nguồn gốc         | Loại                                              | Phiên bản          | Số lượng hoạt động | Chú thích |
| Máy bay tiêm kích       | Máy bay tiêm kích           | Máy bay tiêm kích | Máy bay tiêm kích                                 | Máy bay tiêm kích  | Máy bay tiêm kích  | Máy bay tiêm kích |
| ----------------------- | --------------------------- | ----------------- | ------------------------------------------------- | ------------------ | ------------------ | --- |
|                         | Sukhoi Su-30MK2             | Nga               | Máy bay tiêm kích đa chức năng                    | Su-30MK2           | 35                 | Một chiếc Su-30MK2 số hiệu 8585 đã rơi ngày 14/6/2016 khi đang bay huấn luyện nhiệm vụ chặn kích trên biển, 1 phi công thiệt mạng, 1 phi công an toàn. Toàn bộ được nâng cấp và kéo dài tuổi thọ tại nhà máy A32. |
|                         | Sukhoi Su-27                | Liên Xô           | Máy bay tiêm kích                                 | Su-27SK Su-27UBK   | 10                 | 1 chiếc bị hư khung thân hiện đang được dùng làm học cụ |
| Máy bay cường kích      |                             |                   |                                                   |                    |                    | |
|                         | Sukhoi Su-22                | Liên Xô           | Máy bay cường kích                                | Su-22UM3KSu-22M4   | 36                 | |
| Máy bay huấn luyện      |                             |                   |                                                   |                    |                    | |
|                         | Aero L-39 Albatros          | Tiệp Khắc Séc     | Máy bay phản lực huấn luyện                       | L-39C L39NG        | 24 12              | |
|                         | Yakovlev Yak-130            | Nga               | Máy bay phản lực (huấn luyện)                     | Yak-130            | 12                 | Một chiếc rơi vào tháng 11/2024. |
|                         | Yakovlev Yak-52             | Liên Xô           | Máy bay cánh quạt (huấn luyện)                    | Yak-52             | 36                 | Được sử dụng làm máy bay huấn luyện cơ bản. |
| không khung             | Beechcraft T-6 Texan II     | Hoa Kỳ            | Máy bay cánh quạt ( huấn luyện)                   | T-6A Texan II      | 12                 | Đã đặt mua Bàn giao đợt 1 vào tháng 12/2024 |
| Máy bay vận tải         |                             |                   |                                                   |                    |                    | |
|                         | An-2 Colt                   | Liên Xô           | Máy bay vận tải cánh quạt sử dụng đường băng ngắn | An-2               | 8                  | Hiện chỉ được dùng do thám, chụp ảnh, phục vụ chống bão, thiên tai |
|                         | CASA CN-295                 | Tây Ban Nha       | Máy bay vận tải                                   | CN-295             | 3                  | Chiếc cuối cùng đã được Airbus chuyển giao tới Việt Nam vào đầu tháng 5 năm 2015. |
|                         | CASA C-212 Aviocar          | Tây Ban Nha       | Máy bay vận tải hạng trung                        | NC-212i            | 3                  | |
| Trực thăng              |                             |                   |                                                   |                    |                    | |
|                         | Mil Mi-8                    | Liên Xô           | Trực thăng đa chức năng                           | Mi-8T Mi-8P Mi-8MT | ~80                | [ 151 ] |
|                         | Mil Mi-17                   | Liên Xô           | Trực thăng đa chức năng                           | Mi-171 Mi-171      | ~45                | Mi 17SH: vũ trang chiến đấu, Mi-172: vận tải, đổ bộ. |
|                         | Eurocopter AS365 Dauphin    | Pháp              | Trực thăng đa chức năng                           | Eurocopter EC155   |                    | Sử dụng bởi Tổng công ty Trực thăng Việt Nam trong đa nhiệm vụ. |
|                         | Eurocopter EC225 Super Puma | Liên minh châu Âu | Trực thăng đa chức năng                           | Eurocopter EC225   |                    | Sử dụng bởi Tổng công ty Trực thăng Việt Nam trong đa nhiệm vụ. |
|                         | Eurocopter AS332 Super Puma | Liên minh châu Âu | Trực thăng đa chức năng                           |                    |                    | Sử dụng bởi Tổng công ty Trực thăng Việt Nam trong đa nhiệm vụ. |
|                         | AgustaWestland AW189        | Ý                 | Trực thăng đa chức năng                           |                    |                    | Sử dụng bởi Tổng công ty Trực thăng Việt Nam trong đa nhiệm vụ. |
| Máy bay không người lái |                             |                   |                                                   |                    |                    | |
|                         | M-400 UAV                   | Việt Nam          | Máy bay trinh sát không người lái                 |                    |                    | |
|                         | VT Patrol                   | Việt Nam          | Máy bay trinh sát không người lái                 | VT Patrol          |                    | |
|                         | HS-6L                       | Việt Nam          | Máy bay trinh sát không người lái tầm xa          | HS-6L              |                    | |

#### Các vũ khí trang bị trên máy bay
| Hình ảnh                                                                                | Chủng loại              | Loại                                      | Phiên bản                     | Số lượng                | Nguồn gốc               | Chi tiết                                                                |
| Tên lửa không đối không                                                                 | Tên lửa không đối không | Tên lửa không đối không                   | Tên lửa không đối không       | Tên lửa không đối không | Tên lửa không đối không | Tên lửa không đối không                                                 |
| --------------------------------------------------------------------------------------- | ----------------------- | ----------------------------------------- | ----------------------------- | ----------------------- | ----------------------- | ----------------------------------------------------------------------- |
|                                                                                         | K-13 (AA-2)             | Tên lửa không đối không                   |                               | 2,550                   | Liên Xô                 | Được mang bởi Su-22M4/UM3K. Hiện có 1000 R-3S, 800 R-3R, và 750 R-13M . |
|                                                                                         | R-60 (AA-8)             | Tên lửa không đối không                   |                               | 400                     | Liên Xô                 | Sử dụng bởi máy bay tiêm kích-bom Su-22M4/UM3K.                         |
|                                                                                         | R-27 (AA-10)            | Tên lửa không đối không                   |                               | 320                     | Nga Ukraina             | Sử dụng bởi các tiêm kích Su-30MK2 và Su-27SK/UBK.                      |
|                                                                                         | R-73 (AA-11)            | Air-to-air missile                        | R-73E                         | 375                     | Russia                  | Used by Su-30MK2, Su-27SK/UBK and Yak-130. Short range missile.         |
|                                                                                         | R-77 (AA-12)            | Air-to-air missile                        | RVV-AE                        |                         | Russia                  |                                                                         |
| Tên lửa không đối đất                                                                   |                         |                                           |                               |                         |                         |                                                                         |
|                                                                                         | Kh-28 (AS-9)            | Tên lửa chống bức xạ                      | Kh-28E                        |                         | Liên Xô                 |                                                                         |
|                                                                                         | Kh-25 (AS-10)           | Tên lửa không đối đấtTên lửa chống bức xạ | Kh-25ML Kh-25TEKh-25MRKh-25MP |                         | Nga                     |                                                                         |
|                                                                                         | Kh-59 (AS-13)           | Tên lửa không đối đất                     |                               | 200                     | Nga                     | [ 156 ]                                                                 |
|                                                                                         | Kh-29 (AS-14)           | Tên lửa không đối đất                     |                               | 100                     | Nga                     | [ 156 ]                                                                 |
|                                                                                         | Kh-31 (AS-17)           | Tên lửa không đối đất                     | Kh-31A Kh-31P                 | 100                     | Nga                     | Kh-31 được mang trên các tiêm kích Su-30MK2.                            |
| Rocket                                                                                  |                         |                                           |                               |                         |                         |                                                                         |
|                                                                                         | Rocket S-5              | Rocket                                    |                               |                         | Liên Xô                 |                                                                         |
|                                                                                         | Rocket S-8              | Rocket                                    |                               |                         | Liên Xô                 |                                                                         |
|                                                                                         | Rocket S-13             | Rocket                                    |                               |                         | Liên Xô                 |                                                                         |
| Bomb                                                                                    |                         |                                           |                               |                         |                         |                                                                         |
|                                                                                         | KAB-500KR               | Bom thông minh dẫn đường quang điện       |                               |                         | Nga                     |                                                                         |
| Корректируемая_авиационная_бомба_КАБ–1500ЛГ-Ф-Э_с_фугасной_боевой_частью_-_МАКС-2009_01 | KAB-1500L               | Bom dẫn đường laser                       |                               |                         | Nga                     |                                                                         |
|                                                                                         | OFAB-100-120            | Bom công dụng chung                       |                               |                         | Liên Xô                 |                                                                         |
|                                                                                         | OFAB-250-270            | Bom công dụng chung                       |                               |                         | Liên Xô                 |                                                                         |

#### Vũ khí đã từng được sử dụng
| Ảnh                                   | Trang bị                           | Nguồn gốc  | Chủng loại                                                  | Phiên bản                                        | Chú thích |
| Trực thăng                            | Trực thăng                         | Trực thăng | Trực thăng                                                  | Trực thăng                                       | Trực thăng |
| ------------------------------------- | ---------------------------------- | ---------- | ----------------------------------------------------------- | ------------------------------------------------ | --- |
|                                       | Mil Mi-4                           | Liên Xô    | Trực thăng vận tải                                          |                                                  | |
|                                       | Mi-6 Hook-A                        | Liên Xô    | Trực thăng vận tải hạng nặng                                |                                                  | Sử dụng tích cực trong Kháng chiến chống Mỹ với nhiệm vụ tiếp tế trên đường Trường Sơn và di chuyển máy bay giữa các sân bay dã chiến.                                    |
|                                       | Mil Mi-24 Hind                     | Liên Xô    | Trực thăng tấn công                                         | Mi-24AMi-24B                                     | Toàn bộ đã được ra khỏi biên chế từ năm 2006. |
|                                       | Kamov Ka-25 Hormone                | Liên Xô    | Trực thăng săn ngầm                                         |                                                  | |
|                                       | Boeing CH-47 Chinook               | Hoa Kỳ     | Trực thăng vận tải hạng nặng                                |                                                  | Thu được 36 chiếc năm 1975. Được sử dụng tích cực trong Chiến tranh biên giới Tây Nam và được nghỉ hưu vào những năm 1980 do thiếu phụ tùng thay thế.                     |
| Máy bay tiêm kích                     |                                    |            |                                                             |                                                  | |
|                                       | Shenyang J-6                       | Trung Quốc | Máy bay tiêm kích siêu âm                                   |                                                  | |
|                                       | Mikoyan-Gurevich MiG-15            | Liên Xô    | Máy bay tiêm kích cận âm                                    | MiG-15MiG-15UTI                                  | Chỉ dùng để đào tạo phi công. Chưa từng tham chiến. |
|                                       | Mikoyan-Gurevich MiG-17            | Liên Xô    | Máy bay tiêm kích cận âm                                    | MiG-17FMiG-17PF                                  | |
|                                       | Mikoyan-Gurevich MiG-19            | Liên Xô    | Máy bay tiêm kích siêu âm                                   |                                                  | |
|                                       | Mikoyan-Gurevich MiG-21            | Liên Xô    | Máy bay tiêm kích siêu âm                                   | MiG-21F-13 MiG-21PF MiG-21PFM MiG-21MF MiG-21bis | Toàn bộ đã được cho nghỉ từ năm 2016. Một số chuyển về các bảo tàng, một số được bảo quản niêm cất dài hạn với một số sự án cải hoán thành UAV.                           |
|                                       | F-5 Freedom Fighter                | Hoa Kỳ     | Máy bay tiêm kích siêu âm hạng nhẹ.                         | F-5C F-5E F-5F                                   | Toàn bộ được nghỉ hưu do thiếu phụ tùng thay thế, một số được bán cho các nhà sưu tập nước ngoài.                                                                         |
| Máy bay cường kích                    |                                    |            |                                                             |                                                  | |
|                                       | Sukhoi Su-7                        | Liên Xô    | Máy bay cường kích siêu âm                                  | Su-7B                                            | |
|                                       | A-1 Skyraider                      | Hoa Kỳ     | Máy bay cường kích cánh quạt                                |                                                  | Thu được 36 chiếc năm 1975. |
|                                       | A-37 Dragonfly                     | Hoa Kỳ     | Máy bay cường kích phản lực                                 | A - 37B                                          | Thu được 113 chiếc năm 1975. Được sử dụng tích cực trong Chiến tranh biên giới Tây Nam và được nghỉ hưu vào những năm 1980 do thiếu phụ tùng thay thế.                    |
| Máy bay ném bom                       |                                    |            |                                                             |                                                  | |
|                                       | Ilyushin Il-28                     | Liên Xô    | Máy bay ném bom hạng trung                                  |                                                  | 4 |
| Máy bay săn ngầm                      |                                    |            |                                                             |                                                  | |
|                                       | Beriev Be-12                       | Liên Xô    | Máy bay săn ngầm                                            |                                                  | Đã trả lại cho Liên Xô. |
| Máy bay vận tải                       |                                    |            |                                                             |                                                  | |
|                                       | Antonov An-24 Coke                 | Liên Xô    | Máy bay vận tải đường bay nội địa                           |                                                  | |
|                                       | An-26 Curl                         | Liên Xô    | Máy bay vận tải hạng trung                                  | An-26                                            | |
|                                       | Ilyushin Il-14                     | Liên Xô    | Máy bay vận tải                                             |                                                  | 45 chiếc được chuyển giao từ năm 1958, 12 chiếc còn lại hoạt động vào năm 1979. Loại biên vào năm 1998., 12 chiếc còn lại hoạt động vào năm 1979. Loại biên vào năm 1998. |
|                                       | Douglas C-47 Skytrain              | Hoa Kỳ     | Máy bay vận tải                                             |                                                  | Thu được 51 chiếc năm 1975. |
|                                       | Fairchild C-119 Flying Boxcar      | Hoa Kỳ     | Máy bay vận tải                                             | AC-119G Shadow C-119G                            | Thu được 46 chiếc năm 1975 (35 AC-119 và 11 C-119G). |
|                                       | Lockheed Martin C-130 A/B Hercules | Hoa Kỳ     | Máy bay vận tải bán phản lực                                |                                                  | Thu được 8 chiếc năm 1975. |
|                                       | De Havilland Canada DHC-2 Beave    | Canada     | Máy bay vận tải có khả năng hạ/cất cánh với đường băng ngắn |                                                  | Thu được 9 chiếc năm 1975. |
|                                       | De Havilland Canada DHC-4 Caribou  | Canada     | Máy bay vận tải có khả năng hạ/cất cánh với đường băng ngắn |                                                  | Thu được 35 chiếc năm 1975. |
| Máy bay trinh sát, Máy bay huấn luyện |                                    |            |                                                             |                                                  | |
|                                       | Yakovlev Yak-11                    | Liên Xô    | Máy bay huấn luyện cánh quạt                                |                                                  | |
|                                       | Yakovlev Yak-18                    | Liên Xô    | Máy bay huấn luyện cánh quạt                                |                                                  | |
|                                       | Cessna T-37 Tweet                  | Hoa Kỳ     | Máy bay huấn luyện                                          |                                                  | Thu được 44 chiếc năm 1975. |
|                                       | Cessna O-1 Bird Dog                | Hoa Kỳ     | Máy bay trinh sát                                           |                                                  | Thu được 114 chiếc năm 1975. |
|                                       | Cessna 185 Skywagon                | Hoa Kỳ     | Máy bay đa năng hạng nhẹ                                    |                                                  | Thu được 53 chiếc năm 1975. |
|                                       | Aero L-29 Delfín                   | Tiệp Khắc  | Máy bay huấn luyện phản lực                                 |                                                  | |
|                                       | HL-1                               | Việt Nam   | Máy bay huấn luyện                                          |                                                  | |
|                                       | HL-2                               | Việt Nam   | Máy bay huấn luyện                                          |                                                  | |
|                                       | TL-1                               | Việt Nam   | Máy bay trinh sát                                           |                                                  | |

## Hải quân

### Binh chủng Tên lửa- Pháo bờ biển

#### Pháo xe kéo
| Image         | Model   | Type                    | Variant | Quantity                | Origin                                                          | Details |
| ------------- | ------- | ----------------------- | ------- | ----------------------- | --------------------------------------------------------------- | --- |
|               | ZiS-3   | Pháo dã chiến 76 mm     |         | Không xác định          | Liên Xô                                                         | Chủ yếu được dùng bởi các đơn vị phòng thủ bờ biển. |
|               | BS-3    | Pháo chống tăng 100 mm  |         | 250                     | Liên Xô                                                         | [ 82 ] [ 83 ] |
|               | M-46    | Pháo dã chiến 130 mm    |         | M-47Type 59PTH130-K225B | Liên Xô Trung Quốc Việt Nam · (bảo dưỡng, thay thế các bộ phận) | Là loại lựu pháo chủ lực của quân đội, hiện đang được nghiên cứu để hiện đại hóa và cơ giới hóa. Đã sản xuất thành công đạn tăng tầm cho tầm bắn tối đa lên đến 40km. |
| Pháo phản lực |         |                         |         |                         |                                                                 | |
|               | EXTRA   | Pháo phản lực dẫn đường |         | Không xác định          | Israel                                                          | Tầm bắn 150 km. |
|               | ACCULAR | Pháo phản lực           |         |                         | Israel                                                          | Tầm bắn 40 km. |

#### Tên lửa phòng thủ bờ biển
| Ảnh | Trang bị                 | Nguồn gốc | Chủng loại                                                   | Số lượng hoạt động | Chú thích                                                                                                   |
| --- | ------------------------ | --------- | ------------------------------------------------------------ | ------------------ | --- |
|     | 4K44 Rubezh-A            | Liên Xô   | Hệ thống tên lửa phòng thủ bờ biển di động                   |                    | Hiện đại hoá,nâng tầm bắn từ 40 km lên 80 km.                                                               |
|     | 4K44 Redut-M             | Liên Xô   | Hệ thống tên lửa phòng thủ bờ biển di động                   |                    | Tầm bắn tối đa 280 km.                                                                                      |
|     | K-300P Bastion-P         | Nga       | Hệ thống tên lửa chống hạm phòng thủ bờ biển,tầm bắn 300 km. | 3 tổ hợp           | Hợp đồng đặt mua 2009 giao năm 2011 bao gồm 12 xe phóng, 3 xe chỉ huy , 6 xe trở đạn và 60 quả tên lửa p800 |
|     | VCS-01 Trường Sơn/ VCM-B | Vietnam   | Hệ thống tên lửa chống hạm phòng thủ bờ biển                 |                    | Bao gồm nhiều phiên bản đạn tên lửa có tầm bắn khác nhau từ 80-300km                                        |

#### Tên lửa chống hạm
| Ảnh                 | Trang bị                             | Nguồn gốc | Chủng loại | Số lượng hoạt động | Chú thích                                                                                           |
| ------------------- | ------------------------------------ | --------- | --- | ------------------ | --------------------------------------------------------------------------------------------------- |
|                     | P-15M Termit                         | Liên Xô   | Tên lửa chống hạm cận âm. Vận tốc 0,8 Mach, tầm bắn 80 km.                                                                                    |                    | Trang bị cho tổ hợp 4K51 Ruezh                                                                      |
|                     | P-28 Pyatyorka                       | Liên Xô   | Tên lửa chống hạm siêu âm.Vận tốc 1,4 Mach,tầm bắn tối đa 280 km..                                                                            |                    | Trang bị cho tổ hợp 4K44 Redut (Không có P-35 như lời đồn)                                          |
| Tập tin:Yakhont.jpg | P-800 Yakhont                        | Nga       | Tên lửa chống hạm siêu âm. Vận tốc 2,5 Mach,tầm bắn 300 km                                                                                    |                    | Trang bị cho tổ hợp K-300P Bastion-P.                                                               |
|                     | Kalibr Club-S(3M-54E/E1 3M14E 91RE1) | Nga       | Tên lửa hành trình đa năng. Có chức năng tấn công các mục tiêu trên mặt đất (cận âm), chống hạm (cận âm hoặc pha cuối siêu âm) và chống ngầm. |                    | Trang bị cho tàu ngầm Kilo đề án 636.1                                                              |
|                     | Kh-35E                               | Nga       | Tên lửa chống hạm cận âm |                    | Trang bị cho các tàu tên lửa BPS-500, Molniya và hộ vệ hạm lớp Gepard 3.9.                          |
|                     | VCM-01                               | Việt Nam  | Tên lửa chống hạm cận âm |                    | Phát triển dựa trên KH-35 với nhiều thay đổi đáng kể • Đã biên chế cho lữ đoàn 679(vùng 1 hải quân) |

### Binh chủng Tàu mặt nước

#### Trang bị hiện tại
| Hình ảnh                                                       | Nước SX           | Tên                                               | Số lượng           | Trọng tải                                   | Dài x Ngang x Mớn nước                                                             | Động cơ                                                        | Chân vịt          | Công suất                                    | Vận tốc                                                       | Tầm hoạt động                   | Thủy thủ đoàn | Đề án                                        | Ghi chú |
| Tàu hộ vệ tên lửa                                              | Tàu hộ vệ tên lửa | Tàu hộ vệ tên lửa                                 | Tàu hộ vệ tên lửa  | Tàu hộ vệ tên lửa                           | Tàu hộ vệ tên lửa                                                                  | Tàu hộ vệ tên lửa                                              | Tàu hộ vệ tên lửa | Tàu hộ vệ tên lửa                            | Tàu hộ vệ tên lửa                                             | Tàu hộ vệ tên lửa               | Tàu hộ vệ tên lửa | Tàu hộ vệ tên lửa                            | Tàu hộ vệ tên lửa |
| -------------------------------------------------------------- | ----------------- | ------------------------------------------------- | ------------------ | ------------------------------------------- | ---------------------------------------------------------------------------------- | -------------------------------------------------------------- | ----------------- | -------------------------------------------- | ------------------------------------------------------------- | ------------------------------- | --- | -------------------------------------------- | --- |
|                                                                | Nga               | Gepard                                            | 4                  | 2100 tấn                                    | 102,14 x 13,09 x 3,8m                                                              | CODOG hai trục                                                 | 2                 | 8000 hp, tăng lực 29.300 hp                  | 18 hải lý/h(tiết kiệm), tối đa 28 hải ký/h                    | 5000 hải lý/30 ngày             | 84-103 người | Project 11661E                               | Số hiệu: 011 Đinh Tiên Hoàng 012 Lý Thái Tổ, 015 Trần Hưng Đạo 016 Quang Trung                                                 |
| INS Kirpan (P44) entering Cam Ranh International Port, Vietnam | India             | Khukri                                            | 1                  | ~1200t                                      | 91,1 x 10,5 x 4                                                                    |                                                                |                   |                                              |                                                               |                                 | 112 người | Project 25                                   | Số hiệu 26 |
| Tàu hộ vệ săn ngầm                                             |                   |                                                   |                    |                                             |                                                                                    |                                                                |                   |                                              |                                                               |                                 | |                                              | |
|                                                                | Liên Xô           | Petya                                             | 5                  | ~ 1000 tấn                                  | 81,8 x 9,2 x 2,9m.                                                                 | CODOG ba trục                                                  | 3                 | 6000 hp, tăng lực 30.000 hp                  | tối đa 32 hải lý/h                                            | 4870 hải lý                     | 92 người | Project 159 A/E                              | Số hiệu: 09, 11, 13, 15, 17.                                                                                                   |
|                                                                | Hàn Quốc          | Pohang                                            | 2(+1)              | ~1200 tấn                                   | 88,3×10×2,9                                                                        | CODOG                                                          |                   |                                              | tối đa 32 hải lý/h                                            | 4000 hải lý                     | 95 người | Project 949A                                 | Số hiệu 18, 20 |
| Tàu tên lửa                                                    |                   |                                                   |                    |                                             |                                                                                    |                                                                |                   |                                              |                                                               |                                 | |                                              | |
|                                                                | Liên Xô           | Osa II                                            | 8                  | 209 tấn                                     | 38,6 x 7,64 x 3,8                                                                  | 3 động cơ Diesel                                               | 3                 | 12.000 hp                                    | 40 hải lý/h                                                   | 1.800 hải lý / 5 ngày           | 29 người | Project 205U                                 | Số hiệu: 354, 355, 356, 357, 358, 359, 360, 361.                                                                               |
|                                                                | Nga               | Tarantul                                          | 4                  | 455 tấn                                     | 56,1 x 10,2 x 2,14m                                                                | CODOG 2 trục                                                   | 2                 | 4000 hp, tăng lực 23.700 hp                  | tối đa 35 hải lý/h                                            | 2400 hải lý                     | 44 người | Project 1241 RE                              | Số hiệu: 371, 372, 373, 374.                                                                                                   |
|                                                                | Việt Nam          | BPS-500                                           | 1                  | 517 tấn                                     | 62 x 11,2 x 2,5m                                                                   | Diesel MTU kết hợp waterjets                                   | 2                 | 19.600 hp                                    | 14 hải lý/h, tối đa 32 hải lý/h                               | 1650 hải lý                     | 28 người | Project 1241.2                               | Số hiệu: 381 |
|                                                                | Nga Việt Nam      | Molniya                                           | 8                  | 550 tấn                                     | 56,1 x 10,2 x 2,14m                                                                | CODOG 2 trục                                                   | 2                 | 4000 hp, tăng lực 23.700 hp                  | tối đa 35 hải lý/h                                            | 2400 hải lý                     | 44 người | Project 1241.8                               | Số hiệu: 375, 376, 377, 378, 379, 380, 381, 382.                                                                               |
| Tàu phóng lôi                                                  |                   |                                                   |                    |                                             |                                                                                    |                                                                |                   |                                              |                                                               |                                 | |                                              | |
|                                                                | Liên Xô           | Turya                                             | 5                  | 250 tấn                                     | 39,6 x 7,6 x 4m                                                                    | 3× Động cơ M503 B2 Diesels                                     | 3                 | 15000 hp                                     | tối đa 42 hải lý/h                                            | tối đa 1.450 hải lý             | 30 người | Project 206-M PTF                            | Số hiệu: 331, 332, 333, 334, 335.                                                                                              |
|                                                                | Liên Xô           | Shershen                                          | 3                  | 172 tấn                                     | 34,08 x 6,72 x 1,46m                                                               | Diesel                                                         | 3                 | 12.500 hp                                    | 45 hải lý/h                                                   | 500 hải lý                      | 24 người | Project 206 Shtorm                           | Số hiệu: 305, 306, 307. |
| Tàu quét mìn                                                   |                   |                                                   |                    |                                             |                                                                                    |                                                                |                   |                                              |                                                               |                                 | |                                              | |
|                                                                | Liên Xô           | Yurka                                             | 2                  | 519 tấn                                     | 52,1 x 9,6 x 2,65m                                                                 | Diesel M-503                                                   | 2                 | 2 x 5000 hp                                  | 16 hải lý/h                                                   | 1500 hải lý/7 ngày              | 56 người (6 sĩ quan) | Project 266 Rubin                            | Số hiệu: 851, 852. |
|                                                                | Liên Xô           | Yevgenya                                          | 2                  | 88.5 tấn                                    | 26,13 x 5,9 x 1,3m                                                                 | Diesel 2 trục                                                  | 2                 | 2 x 850 hp                                   | 12 hải lý/h                                                   | 300 hải lý/10 ngày              | 10 người | Project 1258 Korund                          | Số hiệu: 815, 816. |
|                                                                | Liên Xô           | Sonya                                             | 4                  | 450 tấn                                     | 48,8 x 8.8 x 2,1m                                                                  | Diesel 2 trục                                                  | 2                 | 2 x 2400 hp                                  | tối đa 15 hải lý/h                                            | 1500 hải lý                     | 45 người(full) | Project 1265 Yakhont                         | Số hiệu: 861, 862, 863, 864.                                                                                                   |
| Tàu tuần tra                                                   |                   |                                                   |                    |                                             |                                                                                    |                                                                |                   |                                              |                                                               |                                 | |                                              | |
|                                                                | Nga               | Svetlyak                                          | 6                  | 375 tấn                                     | 49,5 x 9,2 x 2,2m                                                                  | Diesel M504                                                    | 3                 | 16200 mã lực                                 | 13 hải lý/h, tối đa 30 hải lý/h                               | 2200 dặm                        | 28 người | Projekt 10412                                | Ký hiệu: 261, 263, 264, 265, 266, 267.                                                                                         |
|                                                                | Việt Nam          | TT-400TP                                          | 6                  | 480 tấn (đầy tải)                           | 54,16 x 9,16 x 2,7m                                                                | Diesel điện MTU                                                | ?                 | 3x4000 kW                                    | tối đa 32 hải lý/h,TB 14 hải lý/h                             | 2500 hải lý                     | 28 người | Project TP400                                | Số hiệu: 272, 273, 274, 275, 276, 277.                                                                                         |
| Tàu đổ bộ                                                      |                   |                                                   |                    |                                             |                                                                                    |                                                                |                   |                                              |                                                               |                                 | |                                              | |
|                                                                | Hoa Kỳ            | USS Chelan County (LST-542)                       | 1                  | 1,651 tấn lúc rỗng, 4,145 tấn lúc đầy       | 100 x15,2 x3 (rỗng), 100 x15,2 x6,78 (đầy)                                         | 2 General Motors 12-567 động cơ diesel, hai trục, bánh lái đôi | 2                 | 1700 HP                                      | 12 hải lý/h                                                   | ?                               | 16 sĩ quan, 147 thủy thủ (chở được thêm 110 sĩ quan và lính thủy quân lục chiến cùng xe tăng và 2 xuồng đổ bộ)                          | lớp LST-542                                  | Số hiệu: 501 |
|                                                                | Hoa Kỳ            | USS Chelan County (LST-491)                       | 1                  | 1,651 tấn lúc rỗng, 3,698 tấn lúc đầy       | 100 x15 x3 (rỗng), 100 x15 x6,78 (đầy)                                             | 2 General Motors 12-567 động cơ diesel, hai trục, bánh lái đôi | 2                 | 1.700 HP                                     | 12 hải lý/h                                                   | ?                               | 10 sĩ quan, 100 thủy thủ (chở được thêm 140 sĩ quan và lính thủy quân lục chiến cùng xe tăng và 2 xuồng đổ bộ)                          | lớp LST-491                                  | Số hiệu: 503 |
|                                                                | Ba Lan            | Tàu lớp LSM Polnocny-B (đề án 771)                | 3                  | 834 tấn lúc rỗng, khoảng 1500 tấn lúc đầy   | 73 x 9,02 x 2,3m                                                                   | Diesel 2 trục                                                  | 2                 |                                              | 18,4 hải lý/giờ (33 km/h)                                     | 2000 hải lý (16 hải lý/giờ)     | 4 sĩ quan cùng 33 thủy thủ (chở thêm 6 xe chiến đấu bộ binh/xe bọc thép chở quân hoặc 5 xe tăng, cùng hơn 300 lính thủy quân lục chiến) | LSM Polnocny                                 | Số hiệu: 511, 512, 513. |
|                                                                | Việt Nam          | Tàu lớp Hùng Vương                                | 3 (2 của hải quân) | 600 tấn lúc đầy tải                         |                                                                                    |                                                                |                   |                                              |                                                               |                                 | chở được 10 xe tăng T54/55 và 36 lính thủy quân lục chiến                                                                               | Hùng Vương                                   | Số hiệu: 521, 522. |
| Tập tin:Tàu LCU 1466.jpg                                       | Hoa Kỳ            | Tàu lớp LCU-1466                                  | 8                  | 183 tấn lúc rỗng, 360 tấn lúc đầy           | 35.8 x 10.36 x 1,83                                                                | 3 động cơ diesel                                               | 1                 | 675 HP                                       | 8 hải lý/h                                                    | 1200 hải lý                     | 14 (chở thêm được 4 xe chở quân hoặc 100 lính thủy quân lục chiến)                                                                      | LCU 1466 (trang bị 2 súng trọng liên 12,7mm) | Số hiệu: 551, 552, 553, 554, 555, 556, 557, 558.                                                                               |
|                                                                | Hoa Kỳ            | LCM-̟6                                             |                    | 34,6 tấn                                    | 17,1 x 4,3 x                                                                       | 2 động cơ diesel Detroit 6-71 hoặc Detroit 8V-71               |                   | 348 mã lực (260 kW) hoặc 460 mã lực (340 kW) | 9 hải lý/h (10,3 mph, 16,6 km / h)                            | 240 km                          | 5 người, chở theo 80 lính | LCM-6                                        | |
|                                                                | Hoa Kỳ            | LCM-8                                             |                    | 54,4 tấn lúc đầy tải                        | 22,265 x 6,4 x 1,6 m(đầy)                                                          | 2 động cơ diesel Detroit 12V-71                                |                   | 680 mã lực                                   | 12 Hải lý/h (22 km/h) không tải 9 hải lý/h (17 km/h) đầy tải  | 190 dặm                         | 4-6 người, chở được theo 1 xe tăng hoặc 200 lính.                                                                                       | LCM-8 (trang bị súng máy Browning M2         | |
|                                                                | Việt Nam          | RORO 5612                                         | 4                  | lúc rỗng là 600 tấn , đầy tảil là 1.480 tấn | 57.27m x 12m x 600                                                                 |                                                                | 2                 |                                              | 10,4 hải lý/giờ                                               |                                 | vận tải hàng hoặc có thể chở xe thiết giáp lội nước hạng nhẹ                                                                            | trang bị một cần cẩu cỡ 25                   | số hiệu 526; 527; 528; 529. |
|                                                                | Việt Nam          | ST1200                                            | 10                 |                                             |                                                                                    |                                                                | 2                 |                                              | 25 knot                                                       |                                 | |                                              | |
| Tàu vận tải                                                    |                   |                                                   |                    |                                             |                                                                                    |                                                                |                   |                                              |                                                               |                                 | |                                              | |
|                                                                | Việt Nam          | HQ-996                                            | 1                  | 2.050 tấn                                   | 70,75 x 11,80 x 8,8 m                                                              | 2 máy đẩy công suất lớn                                        |                   |                                              | 12 hải lý/h                                                   | 10-15 ngày                      | ~30 (Vận chuyển thêm được 350 lính thủy quân lục chiến)                                                                                 |                                              | Số hiệu: 996 |
|                                                                | Việt Nam          | Trường Sa (HQ-571)                                | 1                  | 2.050 tấn                                   | 71 x 13,2 x 9 m                                                                    | 2 máy đẩy                                                      |                   | 2,400 mã lực (x2)                            | 16 hải lý/h                                                   | 2.500 hải lý trong 20 - 40 ngày | ~30 (Vận chuyển thêm được ~300 lính thủy quân lục chiến)                                                                                | K 122                                        | Số hiệu: 571 |
| Tàu tuần tiễu                                                  |                   |                                                   |                    |                                             |                                                                                    |                                                                |                   |                                              |                                                               |                                 | |                                              | |
|                                                                | Việt Nam          | Tàu lớp ST-250                                    | 2                  |                                             | 29.5 x 6.7                                                                         |                                                                | 1                 | 1.500 HP x2                                  | 25 hải lý/h                                                   |                                 | 9 (chở thêm 10 lính thủy quân lục chiến)                                                                                                | ST-250                                       | Trang bị 2 khẩu súng máy NVS 14,5mm                                                                                            |
| Tàu bệnh viện                                                  |                   |                                                   |                    |                                             |                                                                                    |                                                                |                   |                                              |                                                               |                                 | |                                              | |
|                                                                | Việt Nam          | Tàu bệnh viện Khánh Hòa 561                       | 1                  | 2.068 tấn                                   | 70,62 x 13,22 x 3,5                                                                | Hai động cơ diesel                                             |                   | 4.964 hp                                     | 16 hải lý/h                                                   | 2.500 hải lý/ 45 ngày           | 38 (26 sĩ quan, thủy thủ và 12 cán bộ, nhân viên y tế)                                                                                  | K 123                                        | Số hiệu: 561 |
| Tàu tìm kiếm cứu nạn                                           |                   |                                                   |                    |                                             |                                                                                    |                                                                |                   |                                              |                                                               |                                 | |                                              | |
|                                                                | Việt Nam          | Tàu cứu hộ Yết Kiêu 927                           | 1                  | 3.950 tấn                                   | 93,11 x 15,99 x 4,25                                                               |                                                                |                   |                                              | 15,7 hải lý/h                                                 | 4.000 hải lý/ 30 ngày           | | RGS 9316                                     | Số hiệu: 927 |
|                                                                | Vương quốc Anh    | Tàu lặn cứu hộ nước sâu FET                       | 1                  |                                             |                                                                                    |                                                                |                   |                                              |                                                               |                                 | |                                              | [ 175 ] [ 176 ] |
|                                                                | Vương quốc Anh    | Phương tiện vận hành từ xa dưới nước Perry® XLX-C | 1                  |                                             |                                                                                    |                                                                |                   |                                              |                                                               |                                 | |                                              | [ 177 ] |
|                                                                | Nga/ Việt Nam     | Tàu tìm kiếm cứu nạn phản ứng nhanh FC-624        |                    |                                             |                                                                                    |                                                                |                   |                                              |                                                               |                                 | |                                              | Số hiệu: HQ- / SAR-924 |
| Tàu huấn luyện                                                 |                   |                                                   |                    |                                             |                                                                                    |                                                                |                   |                                              |                                                               |                                 | |                                              | |
|                                                                | Ba Lan            | Lê Quý Đôn (HQ-286)                               | 1                  | 857 tấn (đầy tải)                           | 67 m (220 ft) (tổng thể) 58,3 m (191 ft) (thân tàu) x 10 m (33 ft) x 3,6 m (12 ft) |                                                                |                   |                                              | 13 hải lý trên giờ (24 kilômét trên giờ; 15 dặm Anh trên giờ) |                                 | 30 (thủy thủ đoàn) 80(học viên) |                                              | 4 x Súng máy hạng nặng WKM-Bm 12,7 mm (phiên bản NSV do Ba Lan chế tạo sử dụng cỡ đạn 12,7 x 99 mm) Mang được 4 Tàu cứu hộ nhỏ |
| Tàu hỗ trợ                                                     |                   |                                                   |                    |                                             |                                                                                    |                                                                |                   |                                              |                                                               |                                 | |                                              | |
|                                                                | Liên Xô           | Tàu kéo hậu cần (Đề án 745) ATA                   | 1                  |                                             |                                                                                    |                                                                |                   |                                              |                                                               |                                 | |                                              | |
|                                                                | Liên Xô           | Tàu Voda (MTV-6/Đề án 561) AWT                    | 1                  |                                             |                                                                                    |                                                                |                   |                                              |                                                               |                                 | |                                              | |
|                                                                | Liên Xô           | Tàu lặn tiếp liệu Nyrat-2 (Đề án 376U) (YDT)      | 2                  |                                             |                                                                                    |                                                                |                   |                                              |                                                               |                                 | |                                              | |
|                                                                |                   | Floating drydocks (YFDL)                          | 2                  |                                             |                                                                                    |                                                                |                   |                                              |                                                               |                                 | |                                              | |
|                                                                | Liên Xô           | PO-2 (Đề án 376) YFL                              | 2                  |                                             |                                                                                    |                                                                |                   |                                              |                                                               |                                 | |                                              | |
|                                                                | Hoa Kỳ            | Tàu chở dầu ex-US 53-meter (YO)                   | 2                  |                                             |                                                                                    |                                                                |                   |                                              |                                                               |                                 | |                                              | |
|                                                                | Hoa Kỳ            | Tàu kéo Chaolocco (YTM)                           | 2+                 |                                             |                                                                                    |                                                                |                   |                                              |                                                               |                                 | |                                              | |
|                                                                |                   | Harbor tub (YTL)                                  | 9                  |                                             |                                                                                    |                                                                |                   |                                              |                                                               |                                 | |                                              | |

#### Trang bị từng sử dụng
| Hình ảnh     | Nước sản xuất | Tên                           | Đề án                       | Trọng tải                                | Dài x Ngang x Mớn nước | Động cơ                                                            | Công suất                                                                | Vận tốc                                     | Tầm hoạt động | Thủy thủ đoàn        | Vũ khí | Chú thích |
| Tàu tuần tra | Tàu tuần tra  | Tàu tuần tra                  | Tàu tuần tra                | Tàu tuần tra                             | Tàu tuần tra           | Tàu tuần tra                                                       | Tàu tuần tra                                                             | Tàu tuần tra                                | Tàu tuần tra | Tàu tuần tra         | Tàu tuần tra | Tàu tuần tra |
| ------------ | ------------- | ----------------------------- | --------------------------- | ---------------------------------------- | ---------------------- | ------------------------------------------------------------------ | ------------------------------------------------------------------------ | ------------------------------------------- | --- | -------------------- | --- | --- |
|              | Hoa Kỳ        | USS Absecon (AVP-23)          | Lớp Barnegat                | 2.800 tấn (đầy tải)                      | 94,69 x12.52 x 4,09 m  | 2 động cơ diesel Fairbanks-Morse 38D8-1/8-10, 2 trục               | Tối đa 6.080 mã lực( 4,54 megawatt) 3.540 mã lực (2,64 megawatt) duy trỉ | 18 hải lý/h                                 | 20.000 hải lý (37.040 km) ở tốc độ 12 hải lý/h                                                                         | 200                  | Trang bị năm 1975ː - Pháo 5 inch/38 ly (127 mm) của Hải quân Hoa Kỳ - 2 súng cối 81 ly của Hoa Kỳ Trang bị bổ sung những năm 1980ː - 2 bệ phóng tên lửa hành trình chống hạm SS-N-2 "Styx" của Liên Xô (phía sau) - 4 bệ phóng tên lửa đất đối không SA-N-5 "Grail" của Liên Xô. - 3 pháo 37-mm /63 Liên Xô - bệ pháo đôi 20 mm của Liên Xô | Thu được 1 chiếc năm 1975 Con tàu ngừng hoạt động vào những năm 2000, toàn bộ hệ thống bị tháo dỡ.                                                   |
|              | Hoa Kỳ        | Mark VI                       | CSB                         | 72 tấn                                   | 25,8 x 6,2 x 1,2 m     | MTU 16V2000M94 (x2)                                                | 5.200 HP                                                                 | 45 hải lý / giờ (52 dặm / giờ; 83 km / giờ) | - 750 nmi (860 mi; 1.390 km) ở vận tốc 25 hải lý/h - 690 nmi (790 mi; 1.280 km) ở vận tốc 30 hải lý/h                  | 8 chở thêm 10 người  | Trang bị 2 pháo Mk 38 Mod 2 25 mm | Thu được 9 tàu chỉ huy CCB 4 tàu tuần tra CSB năm 1975.                                                                                              |
|              | Hoa Kỳ        | USCGC Point Lomas (WPB-82321) | Lớp Point                   | 60 tấn                                   | 25,25 x 5,36 x 1,80 m  | Động cơ diesel Cummins                                             | 2 × 600 mã lực (447 kW)                                                  | 16,8 hải lý (31,1 km / h; 19,3 mph)         | - 577 nmi (1.069 km) ở tốc độ 14,5 kn (26,9 km / h; 16,7 mph) - 1.271 nmi (2.354 km) ở 10,7 kn (19,8 km / h; 12,3 mph) | 2 sĩ quan, 8 binh sĩ | Năm 1961ː 1 khẩu pháo Oerlikon 20 mm Phục vụ tại chiến trường VNː - Súng máy Browning 5 × M2 - Súng cối M29 1 × 81 mm | Thu được 1 chiếc năm 1975, Loại biên năm 1987 |
| Tàu tên lửa  |               |                               |                             |                                          |                        |                                                                    |                                                                          |                                             | |                      | | |
|              | Trung Quốc    | Tàu tên lửa lớp Shantou       | Lớp Shantou                 | 77,4 tấn (76,2 tấn dài ; 85,3 tấn ngắn ) | 25,21 x 6,06 x 1.80 m  | - 2× động cơ diesel 3D12 - 2 × động cơ diesel M50, - 4 × trục FANG |                                                                          | 22.4 hải lý/giơ                             | 770 mi (1.240 km) ở tốc độ 11,4 hải lý (21,1 km / h; 13,1 mph)                                                         | 17                   | - 4× súng 37mm - 2 × Súng máy hạng nặng 14.5mm - 2 × hệ thống chống ngầm - 1× bộ điều hướng hoặc radar giám sát hải quân | Sử dụng trong Sự kiện vịnh Bắc Bộ |
|              | Liên Xô       | Tàu tên lửa lớp Komar         | Lớp Komar Project 183 (MTB) | 61,5 tấn tiêu chuẩn, 66,5 tấn đầy tải    | 25.4 x 6.24 x 1.24m    | - 2× động cơ diesel 3D12 - 2 × động cơ diesel M50, - 4 × trục FANG |                                                                          | 44 hải lý / giờ (81 km / h; 51 dặm / giờ)   | 600 nmi (1.100 km; 690 mi) ở tốc độ 32 hải lý (59 km / h; 37 mph)                                                      | 17                   | - 2 × Súng 25 mm 2M-3M trong bệ súng đôi (1.000 viên đạn) - 2 bệ phóng tên lửa KT-67 chứa 1 tên lửa chống hạm P-15 Termit (SS-N-2 "Styx") mỗi bệ | Ngừng sử dụng thập niên 1980 |
| Tàu hỗ trợ   |               |                               |                             |                                          |                        |                                                                    |                                                                          |                                             | |                      | | |
|              | Hoa Kỳ        | Tàu chỉ huy CCB               |                             |                                          |                        |                                                                    |                                                                          |                                             | |                      | | Thu được 9 chiếc năm 1975 Được chuyển đổi từ tàu đổ bộ LCM(6)                                                                                        |
|              | Hoa Kỳ        | Tàu hỗ trợ lặn CSB            |                             |                                          |                        |                                                                    |                                                                          |                                             | |                      | | Thu được 4 chiếc năm1975 Được chuyển đổi từ tàu đổ bộ LCM(6), được cấu hình để trục vớt trên sông và hỗ trợ hoạt động lặn. Đã có cấu hình chữ A 10t. |

### Binh chủng tàu ngầm

#### Trang bị hiện tại
| Hình ảnh | Nước SX  | Tên      | Số lượng | Trọng tải                                    | Dài x Ngang x Mớn nước | Động cơ     | Chân vịt   | Công suất | Vận tốc                              | Tầm hoạt động                                | Thủy thủ đoàn | Phiên bản                               | Ghi chú                                                                                            |
| Tàu ngầm | Tàu ngầm | Tàu ngầm | Tàu ngầm | Tàu ngầm                                     | Tàu ngầm               | Tàu ngầm    | Tàu ngầm   | Tàu ngầm  | Tàu ngầm                             | Tàu ngầm                                     | Tàu ngầm      | Tàu ngầm                                | Tàu ngầm                                                                                           |
| -------- | -------- | -------- | -------- | -------------------------------------------- | ---------------------- | ----------- | ---------- | --------- | ------------------------------------ | -------------------------------------------- | ------------- | --------------------------------------- | -------------------------------------------------------------------------------------------------- |
|          | Nga      | Kilo     | 6        | 2,300-2,350 tấn (nổi), 3,000-4,000 tấn (lặn) | 73,8 x 9,9 x 6,3m      | Diesel điện | 1 (7 cánh) | 4400 kW   | 10 hải lý/h (nổi), 20 hải lý/h (lặn) | 7.500 hải lý (nổi), 400 hải lý (lặn)/45 ngày | 52 người      | Kilo 636.1 ( ko có phiên bản nào là MV) | Số hiệu: 182 Hà Nội 183 TP Hồ Chí Minh 184 Hải Phòng 185 Khánh Hòa 186 Đà Nẵng 187 Bà Rịa Vũng Tàu |

#### Trang bị từng sử dụng
- CHDCND Triều Tiên Tàu ngầm lớp Yugo (tàu ngầm mini, ngừng sử dụng 2012)

### Binh chủng hải quân đánh bộ

#### Trang bị hiện nay
| Chủ loại                            | Nguồn gốc        | Loại                           |
| Súng bộ binh:                       | Súng bộ binh:    | Súng bộ binh:                  |
| ----------------------------------- | ---------------- | ------------------------------ |
| K-54                                | Liên Xô          | Súng ngắn                      |
| K-59                                | Liên Xô          | Súng ngắn                      |
| Stechkin APS                        | Liên Xô          | Súng ngắn, súng tiểu liên      |
| AK-47                               | Liên Xô          | Súng trường tấn công           |
| AKM                                 | Liên Xô          | Súng trường tấn công           |
| AK-74                               | Liên Xô          | Súng trường tấn công           |
| TAR-21                              | Israel           | Súng trường tấn công           |
| IMI Galatz                          | Israel           | Súng trường tấn công           |
| AKMS                                | Liên Xô          | Phiên bản báng gập của AKM     |
| AKS-74                              | Liên Xô          | Phiên bản báng gập của AK-74   |
| APS                                 | Liên Xô          | Súng trường tấn công dưới nước |
| RPD                                 | Liên Xô          | Súng máy hạng nhẹ              |
| RPK                                 | Liên Xô          | Súng máy hạng nhẹ              |
| RPK-74                              | Liên Xô          | Súng máy hạng nhẹ              |
| IMI Negev                           | Israel           | Súng máy hạng nhẹ              |
| SVD                                 | Liên Xô          | Súng bắn tỉa                   |
| PSL                                 | România          | Súng bắn tỉa                   |
| B41 (RPG-7)                         | Liên Xô          | Súng chống tăng                |
| Matardor                            | Israel           | Súng chống tăng                |
| AGS-17                              | Liên Xô          | Súng phóng lựu                 |
| M79                                 | Hoa Kỳ/ Việt Nam | Súng phóng lựu                 |
| M32                                 | Việt Nam         | Súng phóng lựu                 |
| Phương tiện cơ giới quân sự hỗ trợ: |                  |                                |
| PT-76                               | Liên Xô          | Xe tăng lội nước               |
| K-63                                | Trung Quốc       | Xe tăng lội nước               |
| BTR-60PB                            | Liên Xô          | Xe bọc thép lội nước           |
| Tàu đổ bộ lớp TCM T-4               | Liên Xô          | Tàu đổ bộ                      |
| Tàu đổ bộ lớp Polnocny              | Ba Lan           | Tàu đổ bộ                      |
| Tàu đổ bộ lớp LST                   | Hoa Kỳ           | Tàu đổ bộ                      |
| Xuồng CQ                            | Việt Nam         | Tàu đổ bộ                      |

### Lực lượng đặc nhiệm hải quân

#### Trang bị hiện nay:
Vũ khí bộ binh:
- Liên Xô Makarov PM Súng ngắn 9x18 mm
- Tiệp Khắc CZ-83 Súng ngắn 9x18mm/9x19mm
- Liên Xô AKM Súng trường tấn công 7,62x39mm
- Liên Xô AKMS Phiên bản báng gập của AKM
- Nga AK-74 Súng trường tấn công 5,45x39mm
- Nga AKS-74 Phiên bản báng gập của AK-74
- Nga AKS-74U Phiên bản carbine của AK-74
- Liên Xô APS Súng trường tấn công dưới nước
- Việt Nam CAR-15/M-18 Súng carbine 5,56x45mm
- Liên Xô RPK Súng máy hạng nhẹ 7,62x39mm
- Nga RPK-74 Súng máy hạng nhẹ 5,45x39mm
- Liên Xô SVD Súng bắn tỉa 7,62x54mm
- Nga SVU Súng bắn tỉa 7,62x54mm
- Israel IMI Galatz Súng bắn tỉa 7,62x51mm
- Liên Xô RPG-7V Súng phóng lựu chống tăng (hay còn gọi là B-41)
- Hoa Kỳ M-79 Súng phóng lựu chống bộ binh
- Việt Nam Milkor MGL Súng phóng lựu chống bộ binh.

Phương tiện cơ giới quân sự hỗ trợ:
- Việt Nam Xuồng cao tốc đổ bộ CQ
- Liên Xô Trực thăng vận tải/cứu hộ Mil Mi-171/Mi-17Sh

### Lực lượng không quân hải quân
| Ảnh                  | Nước SX    | Tên        | Số lượng                               | Ghi chú                                                  |
| Trực thăng           | Trực thăng | Trực thăng | Trực thăng                             | Trực thăng                                               |
| -------------------- | ---------- | ---------- | -------------------------------------- | -------------------------------------------------------- |
|                      | Liên Xô    | Ka-27      | 8                                      | Trực thăng săn ngầm                                      |
|                      | Liên Xô    | Ka-32      | 2( hiện chỉ còn 1 chiếc còn hoạt động) | Trực thăng cứu hộ, săn ngầm (chức năng săn ngầm hạn chế) |
|                      | Pháp       | EC-225     | 10                                     | Trực thăng vận tải,trinh sát                             |
|                      | Pháp       | SA-365     | 6                                      | Trực thăng cứu hộ, phiên bản N2/N3                       |
| Máy bay cánh cố định |            |            |                                        |                                                          |
|                      | Canada     | DHC-6      | 6                                      | Máy bay tuần tra biển                                    |

### Ngư lôi
- Nga VA-111 Shkval Ngư lôi dành cho tàu ngầm lớp Kilo
- Việt Nam ngư lôi cỡ 400mm
- Liên Xô/ Nga 53-65 Ngư lôi dành cho tàu ngầm lớp Kilo, tàu phóng lôi

### Thủy lôi
- Liên Xô /  Việt Nam KMP Thủy lôi chạm nổ chống tàu mặt nước
- Việt Nam UĐM Thủy lôi từ trường chống tàu ngầm và tàu mặt nước.

## Biên phòng
-  Israel /  Việt Nam Galil ACE Súng trường tấn công
-  Liên Xô Kalashnikov Súng trường tấn công

## Cảnh sát biển
| Tàu                                | Tàu                                                      | Tàu                                                                      | Tàu      | Tàu                                                                                    | Tàu                       |
| ---------------------------------- | -------------------------------------------------------- | ------------------------------------------------------------------------ | -------- | -------------------------------------------------------------------------------------- | ------------------------- |
| Loại                               | Xuất xứ                                                  | Chức năng                                                                | Số lượng | Tên                                                                                    | Chú thích                 |
| Shershen Giãn nước 148 tấn         | Liên Xô                                                  | Tuần tra, phóng lôi                                                      | 4        | CSB 5011, 5012, 5013, 5014                                                             | được hải quân chuyển giao |
| Hamilton Giãn nước 3.250 tấn       | Mỹ                                                       | tuần tra                                                                 | 3        | CSB 8020,8021                                                                          |                           |
| TT-120 Giãn nước 120 tấn           | Việt Nam                                                 | Tuần tra                                                                 | 14       | CSB 001, 1011, 1012, 1013, 1014, 3001, 3002, 3003, 3004, 3005, 3006, 3007, 3008, 3009  |                           |
| TT-200 Giãn nước 200 tấn           | Việt Nam                                                 | Tuần tra                                                                 | 14       | CSB 2001, 2002, 2003, 2004, 2005, 2006, 2007, 2008, 2009, 2010, 2011, 2012, 2013, 2014 |                           |
| TT-400 Giãn nước 400 tấn           | Việt Nam                                                 | Tuần tra                                                                 | 9        | CSB 4031, 4032, 4033, 4034, 4035, 4036, 4037, 4038, 4039                               |                           |
| TS-500CV Giãn nước 406 tấn         | Việt Nam                                                 | Trinh sát                                                                | 3        | CSB 6008, 6009, 6011                                                                   |                           |
| Teshio Giãn nước 720 tấn           | Nhật Bản                                                 | Tuần tra                                                                 | 5        | CSB 6001, 6002, 6003, 6004, 6005                                                       |                           |
| Trường Sa Giãn nước 1500 tấn       | Việt Nam                                                 | Tàu vận tải                                                              | 2        | CSB 6006, 6007                                                                         |                           |
| DN-2000 Giãn nước 2500 tấn         | Việt Nam                                                 | Tuần tra                                                                 | 4        | CSB 8001, 8002, 8004, 8005                                                             |                           |
| Patrol Giãn nước 280 tấn           | Hàn Quốc                                                 | Tuần tra                                                                 | 2        | CSB 2015, 2016                                                                         |                           |
| Tàu tuần tra lớp sông Hàn 1500 tấn | Hàn Quốc                                                 | Tuần tra                                                                 | 1        | CSB 8003                                                                               |                           |
| Damen Salvage Giãn nước 1400 tấn   | - Hà Lan Tập đoàn Damen - Việt Nam Tổng công ty Sông Thu | Cứu hộ Cứu nạn                                                           | 5        | CSB 9001, 9002, 9003, 9004, 9005                                                       |                           |
| H-222 Giãn nước 4.300 tấn          | Việt Nam                                                 | Vận chuyển dầu và cung cấp nhiên liệu, nước ngọt, lương thực - thực phẩm | 1        | CSB 7011                                                                               |                           |
| Xuồng tuần tra cao tốc MS-50S      | Việt Nam                                                 | Tuần tra                                                                 | 26       | CSB 426, 426S, 603, 604, 606, 607, 608, 609, 610, 611, 612, 613, 614, 615              |                           |
| Metal Shark Defiant 45             | Hoa Kỳ                                                   | Tuần tra                                                                 | 24       |                                                                                        |                           |
| Tugboat 1606                       | Việt Nam Tổng công ty Sông Thu                           | Tàu kéo lai dắt                                                          | 4        | CSB 9031, 9032, 9033, 9034                                                             |                           |
| Máy bay                            |                                                          |                                                                          |          |                                                                                        |                           |
| Loại                               | Xuất xứ                                                  | Chức năng                                                                | Số lượng | Tên                                                                                    |                           |
| CASA C-212 Aviocar Series 400      | Tây Ban Nha                                              | Tuần tra                                                                 | 2        | 8981, 8982                                                                             |                           |